# Douglas TBD Devastator
Douglas TBD Devastator («Девастейтер», укр. «спустошувач») — американський тримісний палубний торпедоносець та бомбардувальник другої половини 1930-х — початку 1940-х років.
Створений компанією Douglas Aircraft Company під керівництвом Френка Флемінга. Перший політ прототипу XTBD-1 відбувся 15 квітня 1935 року[⇨]. Серійні літаки отримали позначення TBD-1. Було замовлено 114 літаків, і серійне виробництво почалося 1937 року. З жовтня того ж року почалося їх застосовування з авіаносців. 1938 року задля поповнення експлуатаційних втрат було замовлено другу партію з 15 машин. Таким чином загальний випуск разом з прототипом становив 130 літаків[⇨].
На момент створення мав низку прогресивних рішень — став першим монопланом флоту США та першим палубним суцільнометалевим літаком з шасі, що прибиралося. Крило з гідроприводом механізму складання стало потім неодмінним атрибутом практично всіх палубних літаків США. Але швидкий прогрес у галузі літакобудування у 1930 — 1940-х роках зробив TBD морально застарілим вже до початку війни. Вадами були гофрована обшивка крила, колеса, які виступали в набігаючий потік у складеному положенні, та напівутоплена підвіска торпеди. Великими недоліками стали як на 1940-ві роки низька швидкість та малий бойовий радіус у 160 миль із торпедою[⇨].
Порівняно успішно застосовувався в перших боях. Під час експлуатації TBD здійснили 178 вильотів у 18 місіях, які закінчилися бойовим зіткненням з супротивником. З них 132 з торпедами. Скинуто 95 торпед, з яких 10 вразили свої цілі — 10,5 % від скинутих торпед або 7,5 % від вильотів з літаків. З 4 цілей, в які влучили торпеди, дві затонули[⇨]. Найефективнішою стала скоординована з SBD атака торпедоносцями VT-2 та VT-5 з авіаносців «Лексінгтон» та «Йорктаун» авіаносця «Сьохо» під час битви у Кораловому морі[⇨]. З 22 літаків, що вилетіли, 19 змогли скинути свої торпеди (86 %), домігшись 7 влучань (36,8 % від скинутих)[⇨]. Загалом низька ефективність торпедних атак окрім посередніх характеристик самого TBD пов'язана з проблемами з низькими надійністю, швидкістю та висотою скидання торпеди Mark 13, які остаточно було вирішено тільки 1944 року[⇨].
Навесні 1942 року його почали замінювати торпедоносцем TBF Avenger фірми Grumman. Під час битви за Мідвей TBD зазнали великих втрат. З 41 торпедоносця трьох ескадрилій, що атакували японські кораблі, лише чотири машини змогли повернутися на свої авіаносці[⇨]. TBD, що лишилися, прибрали з палуб авіаносців[⇨].

## Історія розробки
У 1934 році ВМС США мали на озброєнні три сучасні авіаносці — важкі CV-2 «Лексінгтон» і CV-3 «Саратога» та експериментальний легкий авіаносець CV-4 «Рейнджер». Склад їхніх палубних авіагруп був відверто слабким. Єдиним спеціалізованим торпедоносцем був Great Lakes TG-2. Цей біплан мав максимальну швидкість 108 вузлів  (200 км/год) і дальність лише в 330 морських миль (610 км) із торпедою. Екіпаж складався з трьох осіб, які розміщувалися у відкритій кабіні. Також на озброєнні перебували двомісні бомбардувальники-біплани BM-1 і BM-2, здатні нести торпеду.
1931 року почалася робота над проєктом трьох нових авіаносців типу «Йорктаун» — CV-5 «Йорктаун», CV-6 «Ентерпрайз» і CV-8 «Горнет». Замість застарілого авіаносця CV-1 «Ленглі» планувалося ввести в стрій CV-7 «Восп». Нові кораблі потребували озброєння, тому 30 червня 1934 Бюро аеронавтики ВМС США оголосило конкурс на створення торпедоносця на заміну TG-2. За технічними вимогами конкурсу (специфікація SD-119-3) літак мав нести або одну авіаторпеду Mark 13, або три 227-кг бомби, або змішане озброєння з 227-кг та 45-кг бомб. Також було рекомендовано використати перспективний двигун Pratt & Whitney XR-1830-60.
На конкурс надійшли пропозиції від трьох фірм. Прототип Great Lakes XTBG фірми «Грейт Лейкс» був тримісним біпланом. Він мав суцільнометалевий фюзеляж типу напівмонокок і поверхні крил і хвостового оперення, обшиті тканиною. Випробування прототипу виявили незадовільні льотні показники й цей проєкт відкинули. Фірма «Холл» (англ. Hall) запропонувала суцільнометалевий двомоторний чотиримісний поплавковий моноплан XPTBH. Оскільки літак не був призначений для базування на авіаносцях, флот не виявив щодо нього жодного інтересу. Переможцем конкурсу став проєкт фірми «Дуглас» — XTBD-1.

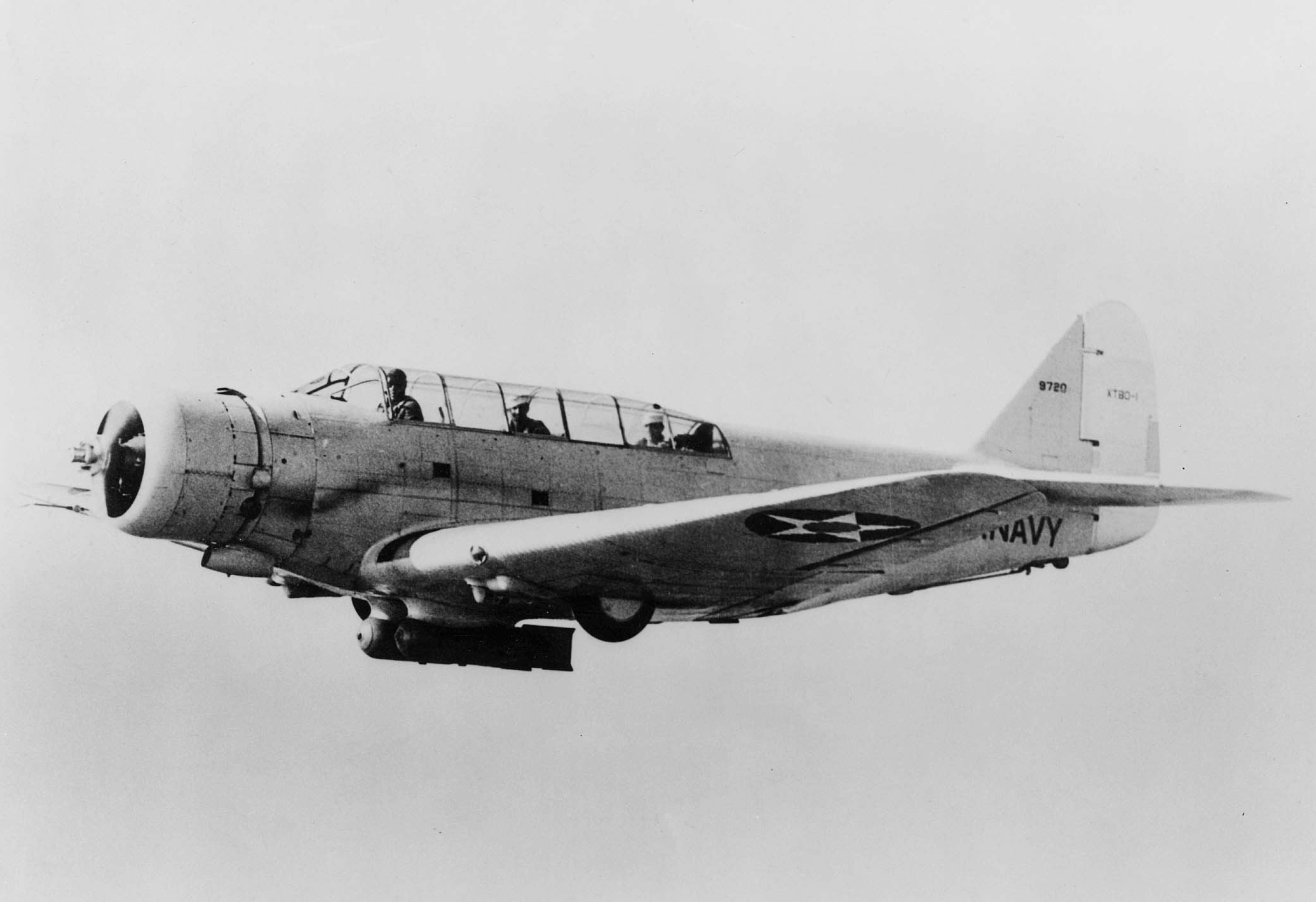
XTBD-1 на випробуваннях з підвішеними бомбами. 1935 рік.

Очолювана Дональдом Дугласом фірма розташовувалась у Санта-Моніці, Каліфорнія. Головним інженером фірми був Фред Герман (англ. Fred Herman). Розробкою проєкту торпедоносця керував Френк Флемінг (англ. Frank Fleming). Суттєву участь у проєкті взяв Артур Реймонд. XTBD-1 був кроком уперед порівняно з біпланами фірми «Грейт Лейкс». При розробці нового літака застосували всі передові підходи в авіабудуванні: літак був суцільнометалевим монопланом із гофрованою обшивкою, мав шасі, яке прибиралось, та гідравлічний механізм складання крила.
Бюро аеронавтики надало дослідному екземпляру XTBD-1 номер 9720 (англ. Bureau of Aeronautics Number 9720, чи коротко англ. BuNo 9720). Прототип здійснив перший політ 15 травня 1935 року в Санта-Моніці. 24 квітня XTBD-1 передали на морську повітряну станцію Анакоста, округ Колумбія, задля проходження 150-годинних прискорених випробувань.
Загалом до випробувальних польотів залучили 12 льотчиків. Спочатку польоти виконували в Анакості. 13 червня для проведення нічних випробувальних польотів XTBD-1 перелетів на авіаційну станцію до Норфолку (Каліфорнія), після чого повернувся до Анакости 17 липня. З 30 липня по 20 вересня прототип фірми «Дуглас» передали з Анакости на морський полігон у Дальгрені для проведення випробувальних бомбардувань. Літак оснастили бомбардувальним прицілом Mark 15 mod 3. Скидання бомб калібром 45, 227, 454 і 908 кг проводилося з висоти 2100 м на швидкості 220 км/год. З 4 по 9 жовтня XTBD-1 вилітав з Анакости до Норфолку задля торпедних стрільб. Провели два скидання торпед Mark 7 із висоти 7,5 та 9 м, які визнали успішними.
26 листопада 1935 року прототип повернули на завод для підготовки до фінальних випробувань із борту авіаносця. Задля завершальної частини випробувань XTBD-1 прибув на морську повітряну станцію Норт-Айленд (Каліфорнія). На час проведення випробувань із борту авіаносця «Лексінгтон» літак приписали до 5-ї бомбардувальної ескадрильї (VB-5B). Усього провели 13 зльотів і посадок із борту авіаносця.

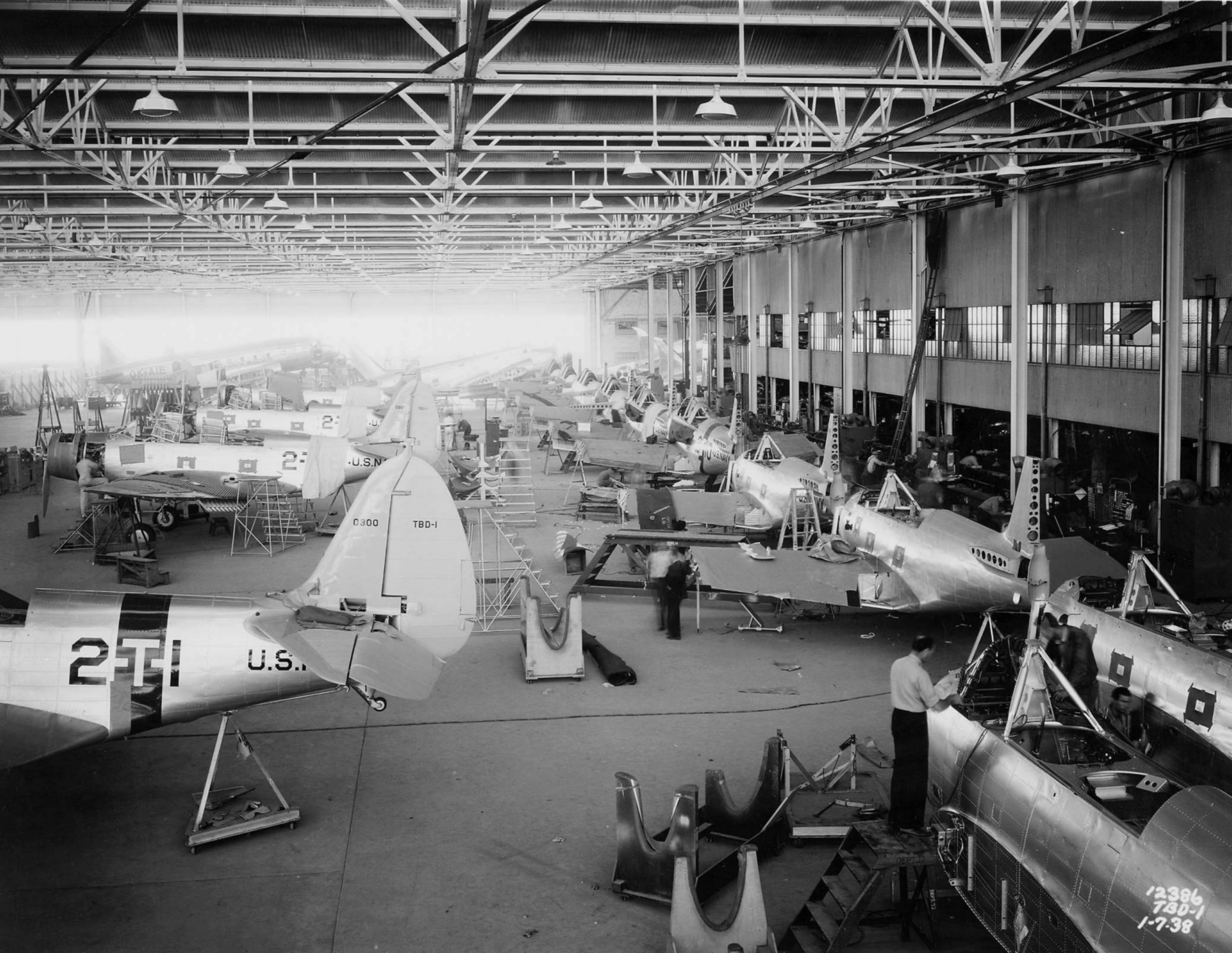
Лінія складання літаків TBD на заводі фірми «Дуглас» у Санта-Моніці. 1938 рік.

Випробування показали, що літак розвиває максимальну швидкість 320 км/год, крейсерську 193 км/год з повним бомбовим навантаженням і 160 км/год з торпедою Mark 7. Дальність польоту з торпедою становила 700 км, із бомбами — 1125 км. Практична стеля становила 6500 метрів. За результатами випробувань XTBD-1 визнали машиною з добрими льотними характеристиками, і придатним для застосування як горизонтальний бомбардувальник, і як торпедоносець; як з авіаносця, так і з аеродрому.
За результатами випробувань перед запуском у серію в конструкцію літака внесли низку змін. Для покращення огляду серійні машини отримали вищий ліхтар нової форми з більшою площею скління. Оливний радіатор перенесли з-під капота на праву площину крила. Було змінено форму кіля і збільшено площу стерна напрямку, хвостове колесо зробили таким, що не складається. Серійна машина також отримала потужніший двигун: замість Pratt & Whitney XR-1830-60 потужністю 800 к. с. встановили Pratt & Whitney R-1830-64 потужністю 900 к. с.

## Конструкція

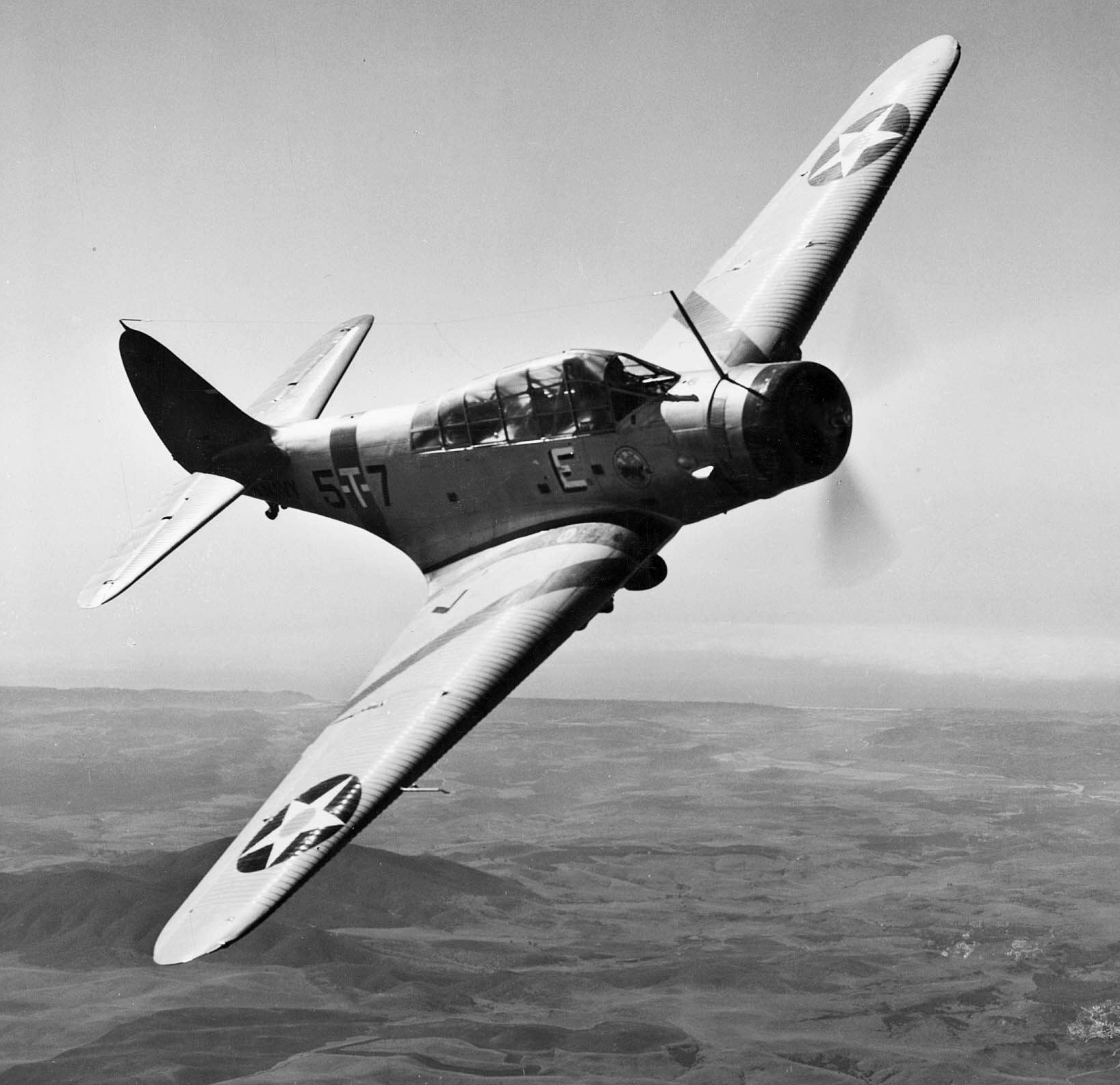
TBD Devastator в польоті.

TBD-1 Devastator — одномоторний суцільнометалевий вільнонесучий моноплан із низькорозташованим крилом і шасі, що складається назад. Фюзеляж типу напівмонокок був конструкцією з силового набору зі шпангоутів, стрингерів і лонжеронів з металевою обшивкою. Технологічно фюзеляж поділявся на три секції.
Носова секція була призначена для встановлення двигуна та закінчувалася броньовим протипожежним шпангоутом. Силовою установкою був радіальний 14-циліндровий двигун повітряного охолодження Pratt & Whitney R-1830-64 потужністю 900 к. с. Літак оснащувався трилопатевим повітряним гвинтом змінного кроку діаметром 3,12 м без обтічника.
У центральній секції фюзеляжу розміщувалася тримісна кабіна екіпажу. До складу екіпажу входили пілот, штурман-бомбардир та стрілець-радист. Неброньовані крісла розміщувалися одне за одним. Для покращення огляду крісло пілота встановили вище за інших. Кабіна накривалася каркасним ліхтарем, що складався із семи секцій, чотири з яких були рухомими. Екіпажі часто літали з відкритою кабіною, збільшуючи свої шанси залишити літак в аварійній ситуації чи при збитті.
Комплект приладів дозволяв здійснювати польоти вдень та вночі, у тому числі за складних метеоумов. Усі прилади мали підсвічування. Перед лобовим козирком пілота зі зміщенням праворуч розміщувався телескопічний приціл Mk 3 для курсового кулемета. На місці штурмана-бомбардира, що було за кріслом пілота, встановлювався бомбардувальний приціл Norden Mark 15 mod 3. Підлога кабіни під прицілом була засклена. У польоті скління закривалися двома стулками, що відкривалися під час бомбометання. Радіостанція знаходилася в кабіні, біля крісла стрільця-радиста. Крісло стрільця становило єдину конструкцію з кільцевою туреллю для кулемета Browning M1 калібру 7,62 мм. У польоті кулемет ховався у спеціальну нішу, що закривалася стулками.
До хвостової секції кріпилися кіль і стабілізатор з кермами висоти та напрямку, а також хвостове колесо, що не прибиралося. У нижній частині розміщувався посадковий гак, який у польоті ховався в спеціальну нішу. Обшивка фюзеляжу складалася з дюралюмінієвих панелей великої площі.
Вільнонесуче крило дволонжеронної конструкції складалося з центроплану та двох консолей. Аеродинамічний профіль крила — NACA 22. У центроплані були паливні баки загальним об'ємом 784 л. Для компактності літака в ангарі авіаносця крило виконано складаним: консолі завдовжки 3,65 м могли складатись догори за допомогою вбудованого гідравлічного приводу (натисканням кнопки в кабіні пілота). Крило мало дюралюмінієву обшивку, більшість якої, крім закінцівок, була гофрованою. Під правою частиною крила розміщувався обтічник оливного радіатора, а в лівій — посадкова фара.
У задній частині кожної консолі по всьому їх розмаху розміщувалися елерони, що мали металевий силовий набір та полотняну обшивку. При посадці елерони могли відхилятися донизу й виступати як закрилки. Увесь низ центроплана в задній частині займали посадкові щитки з гідравлічним приводом. У центроплані були ніші для прибирання основних стійок шасі. На правій консолі встановлювався приймач повітряного тиску, а в обох закінцівках — аеронавігаційні вогні.
Хвостове оперення також було дволонжеронним із суцільнометалевим силовим набором. Аеродинамічний профіль кіля — модифікований NACA N-69, стабілізатора — модифікований NACA 0012. Обшивка кіля та стабілізатора була дюралюмінієвою, на стабілізаторі вона була гофрованою. Рулі висоти та напрямку обшивалися тканиною. Для зменшення керуючих зусиль на них були тримери. З'єднання ручки керування з кермом висоти зробили жорстким, а керма з педалями — системою тросів. Для керування тримерами призначався спеціальний штурвальчик.
Шасі триточкове, із хвостовою опорою. Основні стійки шасі мали гідравлічну систему прибирання та випускання. При складанні вони відхилялися назад, без повороту колеса. У прибраному положенні шасі колеса наполовину виступали в потік, що збільшувало аеродинамічний опір; вважалося, що це дозволить уберегти крило від пошкоджень під час вимушеної посадки. Хвостове колесо не прибиралося. Для гальмування під час посадки на авіаносець застосовувався посадковий гак. Основні колеса були оснащені гальмами системи «Бендикс», але їхня надійність була невисокою, тому вони зазвичай використовувалися лише при керуванні на старті.
У консолях крила були два надувні балони, які розкривалися при аварійній посадці на воду, збільшуючи час для покидання літака екіпажем. Надування здійснювалося вуглекислим газом з балонів, що знаходилися у кабіні, але з початком бойових дій балони були демонтовані через побоювання, що в руки противника може потрапити секретний бомбардувальний приціл «Норден»[джерело?].

### Озброєння

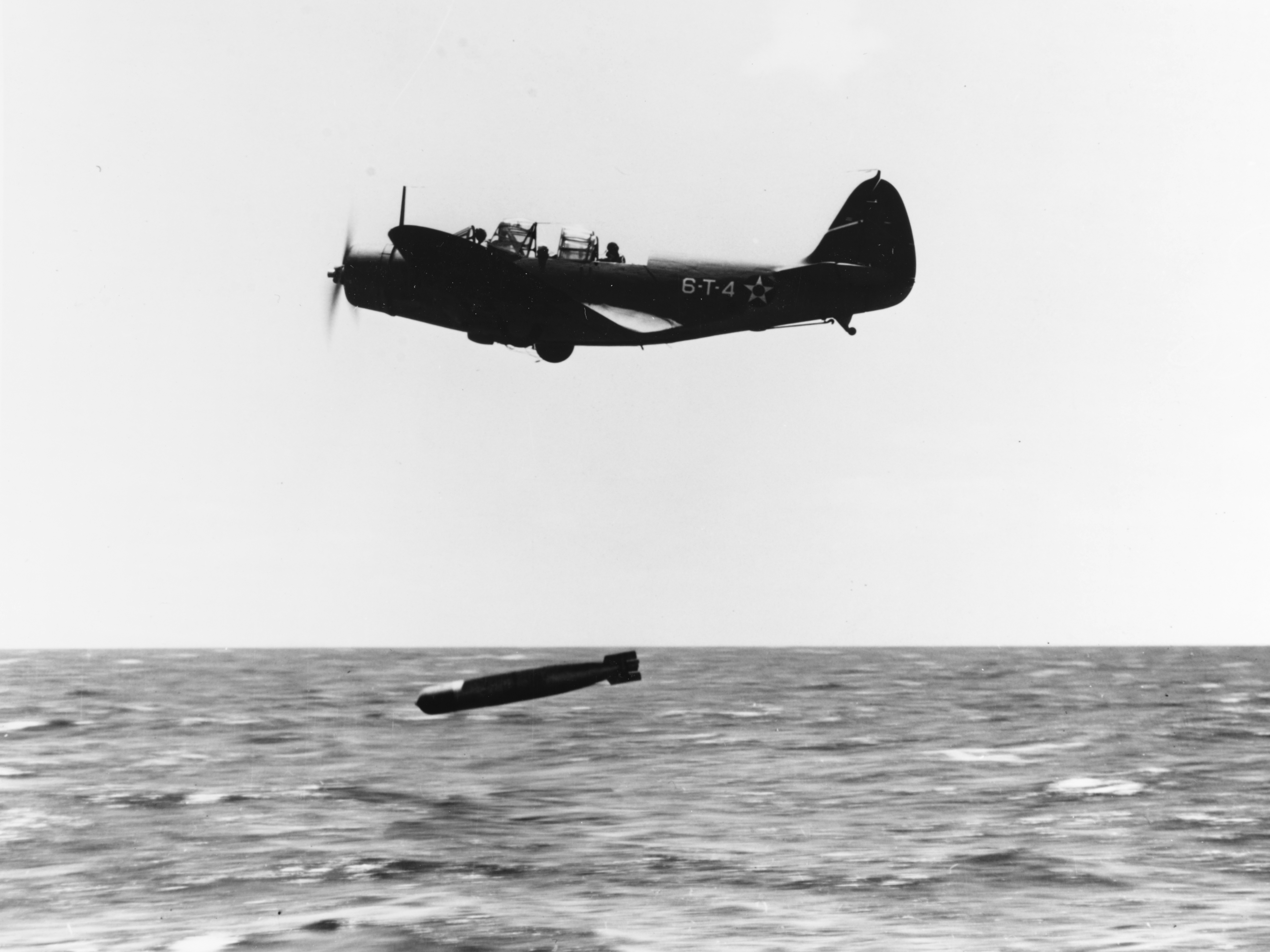
TBD Devastator скидає торпеду Mark 13 (торпеда) на тренуванні.

До складу оборонного озброєння входили синхронний курсовий 7,62-мм кулемет Browning, встановлений праворуч, і такий самий кулемет на турелі, розташований у кабіні стрільця-радиста. Боєкомплект першого складався з 1000 набоїв, другого — із 600. Кулемет стрільця-радиста в похідному становищі перебував у спеціальній ніші. На деяких літаках як курсовий застосовувався 12,7-мм кулемет Browning із боєкомплектом 500 набоїв. Цим кулеметом оснащували як машини першої, так і другої серій; в одній ескадрильї могли бути літаки, оснащені обома варіантами курсового кулемета. За декілька днів до битви за Мідвей машини з ескадрильї VT-8 авіаносця «Горнет» оснастили спаркою 7,62 мм кулеметів у кабіні стрільця-радиста. Установки з кулеметами взяли з ремкомплектів до «доунтлесів» авіаносця «Ентрепрайз».
Основним озброєнням літака була авіаційна торпеда Mark 13 вагою 908 кг, що розміщувалася на підфюзеляжному вузлі підвіски в напівутопленому положенні. Бомбове озброєння складалося з бомб калібром від 45 до 227 кг і глибинних бомб калібром 45 та 147 кг. Прототип XTBD-1 випробовували також із авіабомбою 454 кг. Як і торпеда, вона підвішувалась стяжками до двох підфюзеляжних бомбоутримувачів. Бомби вагою понад 45 кг могли підвішуватися лише на два підфюзеляжні бомбоутримувачі та задній замок для торпеди — усього до трьох бомб вагою до 227 кг кожна. На кожній консолі крила розміщували дві зйомні панелі з трьома бомбоутримувачами для 45-кг бомб на кожній — загалом на них можна було підвісити 12 бомб.

### Тактичне маркування та схема забарвлення
Довоєнне забарвлення TBD відповідало забарвленню інших палубних літаків США й призначалося для швидкого розпізнавання літаків. Більшість металевих поверхонь були відполіровані й не фарбовані. Хвостове оперення фарбувалося в колір, закріплений за авіагрупою авіаносця. З 1937 по 1941 це були:
| CV-2 «Лексінгтон» | лимонно-жовтий (англ. lemon yellow) |
| CV-3 «Саратога»   | білий (англ. insignia white)        |
| CV-4 «Рейнджер»   | «зелена верба» (англ. willow green) |
| CV-5 «Йорктаун»   | червоний (англ. insignia red)       |
| CV-6 «Ентерпрайз» | синій (англ. true blue)             |
| CV-7 «Восп»       | чорний                              |

CV-8 «Горнет» вступив у стрій наприкінці 1941 року, коли забарвлення змінили на інше, тому за ним не закріпили жодного кольору. На кілі літака білою або чорною фарбою наносили номер, наданий Бюро аеронавтики. На фюзеляжі, біля місця пілота, наносили кольорову емблему ескадрильї. Поруч із нею ближче до хвоста могли наносити літеру «E», яка означала, що пілот пройшов бойову практику. Бортовий номер наносили на фюзеляж за кабіною чорною фарбою.
В американському флоті бортовий номер палубних літаків складався із трьох груп символів, розділених дефісом. Перша група визначала номер ескадрильї, друга позначала тип ескадрильї, а третя — порядковий номер машини в ескадрильї. Після реорганізації 1 липня 1937 номер ескадрильї зазвичай збігався з бортовим номером авіаносця. Тільки на «Воспі» номери ескадрилій були двозначними й лише перша цифра збігалася з бортовим номером. Літера S (від англ. Scout) позначала належність літака до розвідувальної ескадрильї, T — до торпедної. Наприклад, літак із бортовим номером 2-T-10 належав до торпедної ескадрильї VT-2 авіаносця «Лексінгтон», а з номером 71-S-8 — до розвідувальної ескадрильї VS-71 авіаносця «Восп».
Верхня поверхня крила була кольору «жовтий хром». Кореневу частину кожної консолі крила по діагоналі перетинала смуга закріпленого за авіаносцем кольору завширшки 406 мм. Зверху й знизу на закінцівках крила наносили стандартний шеврон палубної авіації США — на синьому колі діаметром 1397 мм біла п'ятикутна зірка з червоним колом у центрі. На фюзеляжі цього шеврона не було, оскільки для розпізнавання вважали достатніми великі літери бортового номера.
Ескадрилья авіаносця за штатом складалася з шести ланок по три машини в кожній. Кожна ланка мала свій колір. Незалежно від авіаносця це були:
| 1-ша ланка (машини № 1—3)   | червоний                            |
| 2-га ланка (машини № 4—6)   | білий                               |
| 3-тя ланка (машини № 7—9)   | синій (англ. true blue)             |
| 4-та ланка (машини № 10—12) | чорний                              |
| 5-та ланка (машини № 13—15) | «зелена верба» (англ. Willow Green) |
| 6-та ланка (машини № 16—18) | лимонно-жовтий                      |

На літаку лідера кольором ланки фарбували кільце завширшки 18 дюймів (457 мм), яке оперізувало носову частину обтічника двигуна, і вертикальну смугу на хвостовій частині фюзеляжу завширшки 20 дюймів (508 мм), яка перетинала бортовий номер посередині. На другому літаку кольором ланки зафарбовували лише верхню половину кільця на двигуні, а на третьому — лише нижню половину; вертикальних смуг на фюзеляжі другої та третьої машин не було.
У 1940 році на кількох TBD та інших палубних літаках випробували експериментальний камуфляж «Барклай», запропонований художником Мак-Кліландом Барклаєм. Його отримали літаки № 0320 та 0339 з VT-2 і, судячи з фото, щонайменше два літаки з VT-5. У його основу покладено схему камуфляжу кораблів у Першу світову війну. На поверхні наносили геометричні фігури химерної форми темно-синього, темно-сірого, яскраво-блакитного та білого кольорів. Камуфляж визнали неефективним, бо він працював лише на дальності до 90 метрів, чого бракувало для введення в оману винищувачів і зенітників противника, а також заважав власним палубним командам.
До кінця 1940 року всі поверхні TBD стали фарбувати в глянцевий сірий (англ. glossy grey). У жовтні 1941 року схему забарвлення вчергове змінили: верхні поверхні почали фарбувати матовим сірим (англ. non specular grey), а нижні — сірим (англ. medium grey). У фарбуванні віддали перевагу камуфляжу, а не простоті впізнавання. Бортові номери стали меншими й чорного кольору. Для кращого впізнання на фюзеляж додали зірки Флоту США. Емблеми ескадрилій з фюзеляжів прибрали. Зі вступом США у війну було проведено низку додаткових змін. Для введення противника в оману з тихоокеанських бортових номерів прибирали першу (а іноді й другу) групу символів (замість 5-T-1 — T-1 або просто 1). Літаки на території США та на авіаносцях Атлантичного флоту зберегли повний бортовий номер із трьох груп символів. До травня 1942 року літаки позбулися червоного кольору (оскільки японці використовували емблеми у вигляді червоного сонця, що сходить): із центру білої зірки на шевроні прибрали червоне коло. Кермо напряму, яке до того фарбували біло-червоними смугами, стало одного кольору з фюзеляжем.

## Модифікації

### XTBD-1

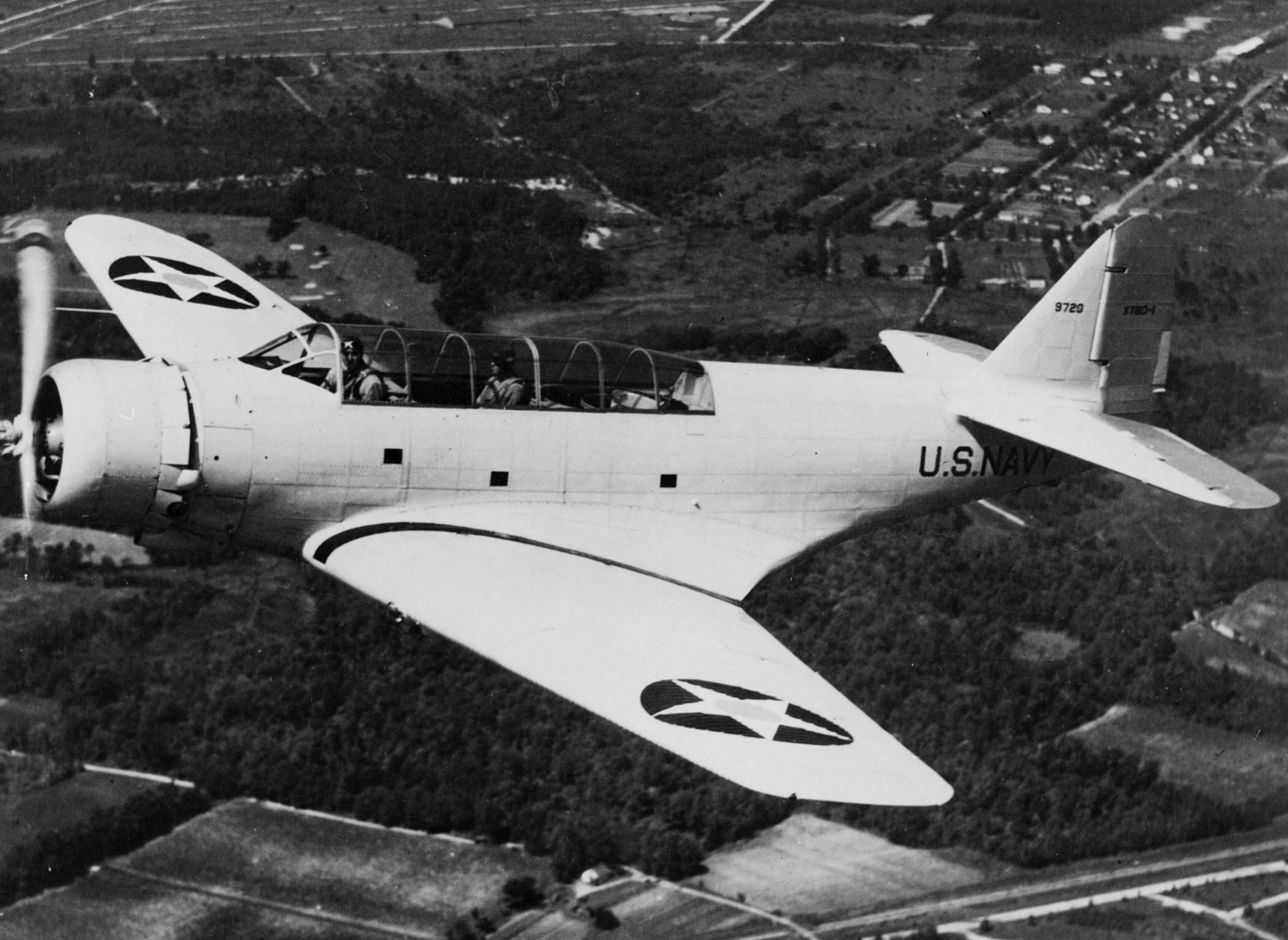
XTBD-1 у повітрі

Прототип XTBD-1 за конструкцією був суцільнометалевим монопланом з фюзеляжем типу напівмонокок і низькорозташованим крилом. Тканиною покривалися лише керуючі поверхні — елерони, кермо висоти та напрямку. Крило великої площі мало розмах 15 метрів, тому для компактного розміщення в ангарі авіаносця вперше було використано складання крила за допомогою вбудованого гідравлічного приводу. З кожного боку по 3,65 м площини крила підіймалися вгору, майже торкаючись кабіни пілота.
Екіпаж, як і на TG-2, складався з трьох осіб — пілота, штурмана-бомбардира та стрільця-радиста. Вони розташовувалися один за одним під довгим ліхтарем каркасного типу. Торпеда розміщувалася під фюзеляжем похило, у напівутопленому положенні. Така підвіска була кроком уперед порівняно з розміщенням торпеди в потоці повітря, проте виступаюча носова частина торпеди все одно створювала додатковий аеродинамічний опір.
Усі колеса складалися. Основні стійки шасі складалися без повороту назад і половина колеса залишалася зовні. Вважалося, що це дозволить мінімізувати пошкодження під час посадки літака «на черево» при невипущеному через аварію шасі.
На літак встановили два 7,62-мм кулемети Браунінга. Хвостовий, який керувався стрільцем-радистом, був встановлений на кільцевій турелі біля закінчення ліхтаря. Другий, яким керував пілот, стояв у фюзеляжі перед кабіною праворуч і мав синхронізатор для стрільби через гвинт.
Прототип оснащувався зіркоподібним двигуном Pratt & Whitney XR-1830-60 потужністю 800 к.с.

### TBD-1
Серійний варіант із двигуном R-1830-64 потужністю 900 к.с. (129 екз.).

### TBD-1A

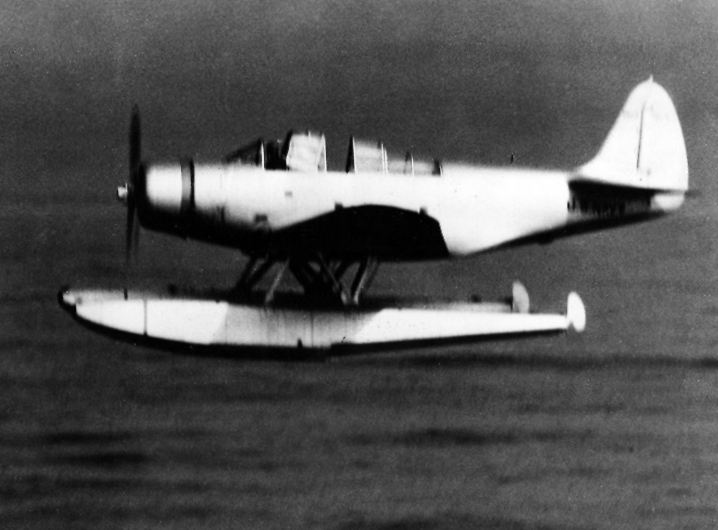
Єдиний літак модифікації TBD-1A

Військово-морський флот США потребував патрульних гідролітаків, і як експеримент було вирішено переробити в гідролітак перший серійний TBD-1 (№ 0268). 21 червня 1939 року машину доставили на Морський авіаційний завод до Філадельфії. Перероблення закінчили до 14 серпня 1939 року і літак отримав позначення TBD-1A. Замість шасі на системі дюралюмінієвих стійок та підкосів встановили пару поплавців фірми EDO — основного постачальника поплавців для флоту США. Поплавці завдовжки приблизно 8,84 м оснащувалися курсовими кермами. З літака демонтували посадковий гак та хвостовий підфюзеляжний посадковий ліхтар. Для полегшення витягування літака на берег фірма EDO виготовила спеціальний колісний візок, а в середній частині поплавців були встановлені ручки захоплення.
Перший місяць попередніх випробувань пройшов на базі в Анакості. Завершувалися випробування на базі Гоулд-Айленд, Ньюпорт, острів Род-Айленд. За результатами випробувань з'ясувалося, що встановлення поплавців не вплинуло істотно на льотні характеристики літака, окрім очікуваного падіння швидкості на 32 км/год. Керування літаком на воді також було визнано добрим. Гідролітак запропонували Нідерландам, проте переговори перервалися через війну. Флот США також не зацікавився машиною, тому проєкт закрили, й № 0268 залишився єдиним переробленим у гідролітак.
TBD-1A використали для випробувань посиленого крила, призначеного для встановлення на серійні TBD-1. Пізніше на цій машині випробовували нове радіообладнання. З травня 1942 року по травень 1943 року гідролітак використовувався 2-ю експериментальною ескадрильєю (англ. Experimental Squadron Two) і 1-м морським округом (англ. 1st Naval District) для проведення випробувань з поліпшення характеристик торпеди Mark 13. 22 вересня 1943 року його виключили зі списків і наступного дня списали.

### Нідерландське замовлення
У 1939 році TBD-1A запропонували Нідерландам як береговий патрульний бомбардувальник. Проєкт знаний як «De Vliegende Hollander» (укр. Летючий голландець). На вимогу замовника літак мав оснащуватися 1200-сильним двигуном Wright GR-1820-G105A, як на придбаних Нідерландами винищувачах Brewster F2A Buffalo, і кермом збільшеної площі. Переговори перервало німецьке вторгнення до Нідерландів у 1940 році.

## Експлуатація

### Виробництво, розгортання та початок експлуатації
Серійний літак отримав позначення TBD-1. Флот США уклав із фірмою «Дуглас» контракт № 46330 на поставку першої партії зі 114 машин, що отримали номери Бюро аеронавтики з 0268 по 0381. Першу машину BuNo 0268 передали флоту на базу в Анакості 25 червня 1937 (за іншими даними, 3 серпня 1937). Літаки BuNo 0268 і BuNo 0269 залишили для проведення випробувань, а решта стали надходити в частини флоту США. Постачання літаків тривало до червня 1938 року.
Офіційну назву Devastator («Спустошувач») TBD-1 отримав лише 1 жовтня 1941 року, коли Секретаріат Військово-морського флоту, який хотів продемонструвати рішучість США, присвоїв палубним літакам залякувальні прізвиська. Подібні назви отримали пікірувальний бомбардувальник SBD — Dauntless («Безстрашний») і винищувач F4F — Wildcat («Дикий кіт»).
Нові торпедоносці включили до складу авіагруп авіаносців CV-2 «Лексінгтон», CV-3 «Саратога», а також CV-5 «Йорктаун» і CV-6 «Ентерпрайз», що добудовувалися. Легкий авіаносець CV-4 «Рейнджер» оснащувати ними не планували через надто коротку для важкого TBD-1 палубу. 1 липня 1937 року було проведено реорганізацію торпедних ескадрилій. Вони отримали нумерацію відповідно до бортових номерів авіаносців. Так, торпедна ескадрилья «Лексінгтона» VT-1 отримала позначення VT-2, а VT-2B «Саратоги» — VT-3. Також для нових авіаносців були організовані ескадрильї VT-5 і VT-6.
5 жовтня 1937 року VT-3 отримала перший TBD-1, що вважається датою початку експлуатації TBD. З жовтня 1937 року по лютий 1938 року на базу Сан-Дієго (пункт базування «Лексингтона») було поставлено 20 машин. VT-2 почала отримувати свій 21 літак у грудні 1937. Постачання було завершено у квітні 1938 року. Постачання на східне узбережжя для ескадрилій VT-5 і VT-6 здійснювалося з лютого по червень 1938 року. Кожна ескадрилья отримала по 20 машин. У квітні 1938 року постачання заводом Дугласа досягли максимальної величини — 24 літаки на місяць.

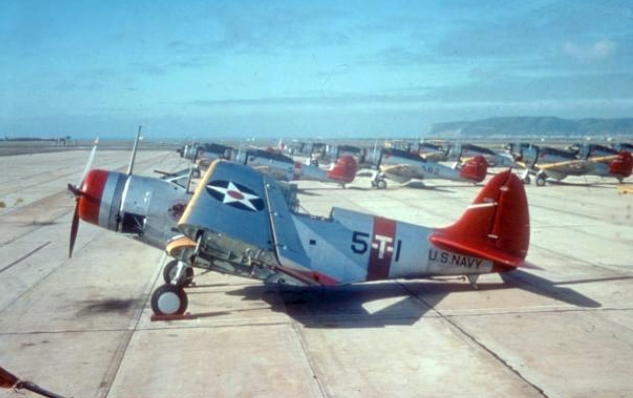
Машина лідера ланки ескадрильї VT-5 у довоєнному забарвленні зі складеним крилом. Помітно бортовий номер 5-T-1. Морська повітряна станція Норт-Айленд, 1939 рік.

Ескадрилья авіаносця по штату складалася з 18 стройових машин та двох-трьох запасних. Стройові літаки були поділені між трьома дивізіонами — по шість машин у кожному. Дивізіон розбивався на дві ланки. У кожній ланці по три літаки: ведучий і два ведені. Літаки отримували бортові номери типу 2-T-10, де 2 позначало номер ескадрильї, T — «торпедна ескадрилья», а 10 — порядковий номер літака в ескадрильї. Ескадрилью, як правило, очолював лейтенант-командер (майор), який обов'язково пройшов навчання у Військово-морській академії в Аннаполісі, Меріленд. Під його керівництвом було два «заступники» — «досвідчені» (англ. bull) пілоти у званні лейтенанта, утрьох вони вели дивізіони в польоті. За статистикою бойових дій максимальна кількість TBD в одній хвилі становила 15 машин, а в середньому не перевищувала 12. Зазвичай лейтенант-коммандер вів першу шістку, а решту очолював один із заступників. Також у складі ескадрильї було до чотирьох менш досвідчених пілотів-лейтенантів, а інші пілоти були енсинами. За потреби штурман-бомбардир виконував функції другого пілота. Серед них було щонайменше троє ворентофіцерів (англ. non-commissioned officer), які отримували звання військово-морського пілота — Naval Aviation Pilot (NAP). Деякі NAP були настільки досвідченими, що могли очолювати дивізіони.
Протягом 1939-го TBD-1 став основним торпедоносцем флоту США. Під час перенавчання відгуки льотчиків про машину здебільшого були добрими. Завдяки крилу великої площі та розвиненій механізації літак мав низьку посадкову швидкість, що полегшувала посадку на авіаносець. Для своїх габаритів літак був досить маневреним. При освоєнні нової техніки траплялися інциденти. Так, 28 липня 1938 наземний персонал забув заблокувати крило, а молодий пілот не проконтролював наявність сигнального прапорця; після зльоту крило почало складатися, і літак, нахилившись, врізався в землю, пілот загинув. Найсерйознішим недоліком стала сильна корозія обшивки крила, виявлена на всіх літаках, через що обшивку доводилося регулярно замінювати.
Через велику кількість експлуатаційних втрат і у зв'язку з планованим введенням у дію нових авіаносців CV-7 «Восп» та CV-8 «Горнет» флот США замовив фірмі «Дуглас» додаткову партію з 15 машин. Контракт № 62278 було укладено 16 серпня 1938 року. Машини, що поставлялися згідно з цим контрактом, отримали номери Бюро аеронавтики 1505—1519. Загальний випуск TBD-1 становив 1 дослідну та 129 серійних машин.
TBD входили також до складу авіагруп «Рейнджера» і «Воспа», проте перебували у складі не торпедних, а розвідувальних ескадрилій, і призначалися переважно для буксирування мішеней та транспортних функцій. До складу VS-41 і VS-42 «Рейнджера» входило 3 TBD. Декілька TBD було й у VS-71 «Воспа».
Крім ескадрилій авіаносців, машини отримали також декілька інших частин. TBD-1 № 1518 з 26 березня до 5 червня 1941 року використовувала ескадрилья VMS-2 авіації морської піхоти для буксирування мішеней; спочатку його передали VT-3, потім VT-6, і вже остаточно 29 квітня 1942 його приписано до VT-8. Інший торпедоносець № 0342 із 19 березня по 4 квітня 1940 використовувала ескадрилья VJ-3, приписана до тендеру AR-11 «Рігель». Торпедоносці також використовувало навчальне командування для навчання пілотів. Перший із десяти TBD-1 прибув на авіабазу Пенсакола, штат Флорида, 1938 року.

### Початок війни
| Розташування TBD-1 станом на грудень 1941 року                     | Розташування TBD-1 станом на грудень 1941 року | Розташування TBD-1 станом на грудень 1941 року |
| Підрозділ                                                          | Місце дислокації                               | Кількість машин                                |
| Атлантичний флот                                                   | Атлантичний флот                               | Атлантичний флот                               |
| ------------------------------------------------------------------ | ---------------------------------------------- | ---------------------------------------------- |
| VT-4                                                               | CV-4 «Рейнджер»                                | 3                                              |
| VT-5                                                               | CV-5 «Йорктаун»                                | 14                                             |
| VS-71                                                              | CV-7 «Восп»                                    | 2                                              |
| VT-8                                                               | CV-8 «Горнет»                                  | 8                                              |
| резерв поповнення втрат (англ. Com Air Lant)                       | ВМБ Норфолк, Віргінія                          | 8                                              |
| тренувальний центр                                                 | ВМБ Норфолк, Віргінія                          | 2                                              |
|                                                                    | авіабаза ВМС Пенсакола, Флорида                | 1 XTBD-1                                       |
| Тихоокеанський флот                                                |                                                |                                                |
| VT-2                                                               | CV-2 «Лексінгтон»                              | 14                                             |
| VT-3                                                               | CV-3 «Саратога»                                | 12                                             |
| VT-6                                                               | CV-6 «Ентерпрайз»                              | 22                                             |
| бойові сили флоту (англ. Battle Force)                             | ВМБ Перл-Гарбор, Гаваї                         | 2                                              |
| бойові сили флоту                                                  | ВМБ Сан-Дієго, Каліфорнія                      | 6                                              |
| авіабаза                                                           | ВМБ Сан-Дієго, Каліфорнія                      | 1                                              |
| Інші командування                                                  |                                                |                                                |
| Naval Proving Ground                                               | Дальгрен, Віргінія                             | 3                                              |
| Військово-морський авіаційний завод (англ. Naval Aircraft Factory) | Філадельфія, Пенсільванія                      | 1                                              |
| Військово-морський інспектор (англ. Naval Inspector)               | Bethpage, Нью-Йорк                             | 1                                              |
| торпедний центр (англ. Naval Torpedo Station)                      | Ньюпорт, Род-Айленд                            | 1 TBD-1A                                       |
| РАЗОМ                                                              | РАЗОМ                                          | 101                                            |

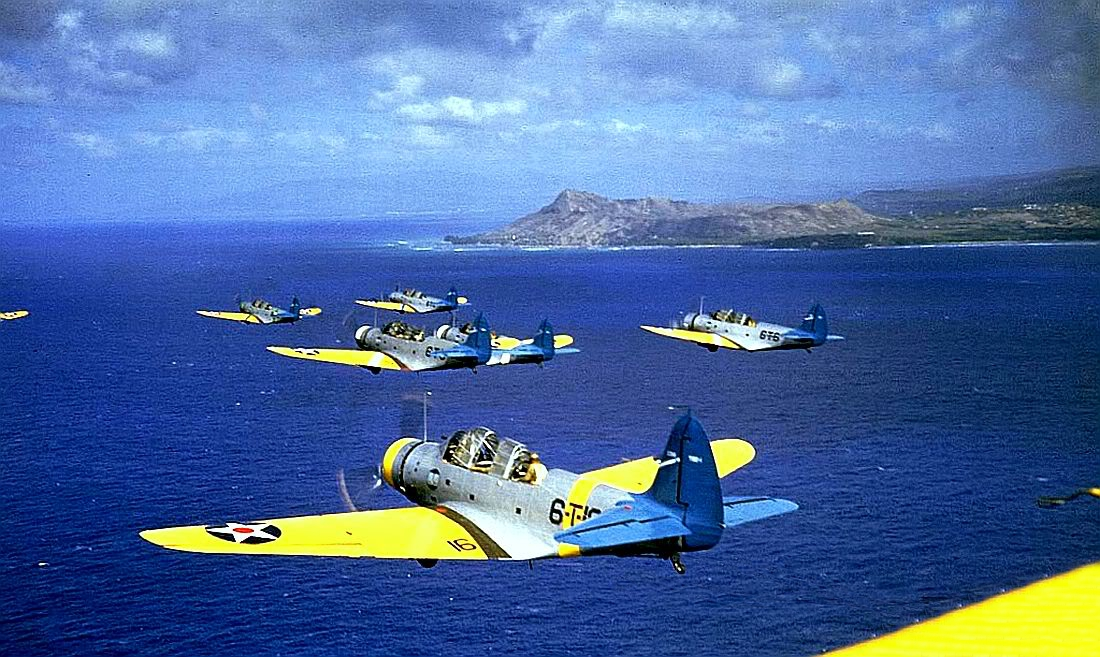
Ескадрилья VT-6 авіаносця «Ентерпрайз» у польоті. Гаваї, 1941 рік.

На час вступу США у Другу світову війну в частинах перебувало 99 боєготових літаків. У складі авіагруп семи авіаносців перебувало 75 машин. Ще 16 машин знаходилися у складі резерву для поповнення втрат авіагруп: 8 на східному узбережжі (в Норфолку) і 8 на західному (2 у Перл-Гарборі та 6 у Сан-Дієго). На щастя для США, під час нападу на Перл-Гарбор авіаносців у гавані не було й вони уникли знищення. У перші місяці війни на авіаносці лягло основне бойове навантаження. Для їх посилення з Атлантичного океану було перекинуто CV-5 «Йорктаун».
Вранці 7 грудня 1941 з'єднання «Ентерпрайза» перебувало неподалік Перл-Гарбора, повертаючись із походу до острова Вейк. Перебуваючи за 100 миль (185 км) на південний схід від Гаваїв, командувач з'єднанням Хелсі підняв літаки в повітря для пошуку японських кораблів. Ескадрилью VT-6 та шістку SBD Dauntless зі складу VB-6 підняли в повітря з балонами для постановки димзавіси. Пошуки тривали цілий день, але закінчилися безрезультатно, і літаки повернулися на авіаносець вже в темряві. Перше бойове хрещення TBD-1 відбулося 10 грудня 1941 року. За 700 миль (1 300 км) на південний захід від Оаху винищувачі з «Лексінгтона» навели на підводний човен типу I пару TBD із глибинними бомбами. Перша серія бомб упала повз ціль, а друга — за 15 метрів від неї. Підводний човен, який занурювався, встигли також обстріляти винищувачі. На поверхні розтеклася масляна пляма, тому американські пілоти заявили про пошкодження субмарини.
У перші місяці війни авіаносні групи здійснили кілька рейдів на зайняті японськими військами острови. 1 лютого 1942 літаки «Ентерпрайза» атакували бази японців на Маршаллових островах, а авіагрупа «Йорктауна» — на островах Гілберта. Авіагрупа «Ентерпрайза» мала атакувати лагуну атола Кваджалейн. Ранкова атака йшла двома хвилями. Перша складалася з 36 SBD, які мали атакувати аеродроми на островах Рої та Намур. Друга хвиля складалася з одного запізнілого SBD і дев'яти TBD зі складу VT-6, кожен з яких був озброєний трьома 227-кілограмовими бомбами. SBD, що атакували аеродроми, зустріли зенітний вогонь та японські винищувачі. Дев'ятка TBD і сім SBD, що приєдналися до них, атакували кораблі в лагуні, не зустрівши винищувачів. Через помилкове повідомлення про перебування в лагуні двох японських авіаносців підняли в повітря другу дев'ятку TBD, озброєну торпедами. Вони також не зустріли винищувачів, заявивши про чотири торпедні влучання в кораблі. За японськими даними, було лише одне торпедне влучання. Загалом у лагуні атола Кваджалейн було пошкоджено один легкий крейсер, одну субмарину та сім транспортних та допоміжних суден. TBD втрат не мали.
В атаці на острів Джалуїт брали участь 11 TBD з бомбовим навантаженням та 17 SBD з «Йорктауна». TBD діяли на межі своєї дальності. У тумані літаки ударної хвилі втратили один одного й атаки острова здійснювалися розрізнено. Було пошкоджено лише два допоміжні судна. VT-5 втратила чотири машини: 5-T-6 (№ 1516) й 5-T-7 (№ 0298) заблукали в тумані та сіли на воду біля Джалуїта після вичерпання пального; 5-T-8 (№ 0352) й 5-T-10 (№ 1507) зіткнулися в повітрі через погану видимість у щільних хмарах.
24 лютого «Ентерпрайз» здійснив рейд на острів Вейк. У складі атакуючих літаків було дев'ять TBD, кожен з яких ніс по дванадцять 45-кілограмових бомб. Бомби скинули на нафтосховища та гідролітаки, що перебували на воді; без особливого результату. 4 березня авіагрупа «Ентерпрайза» бомбардувала острів Маркуса, але в цій атаці TBD не брали участі.

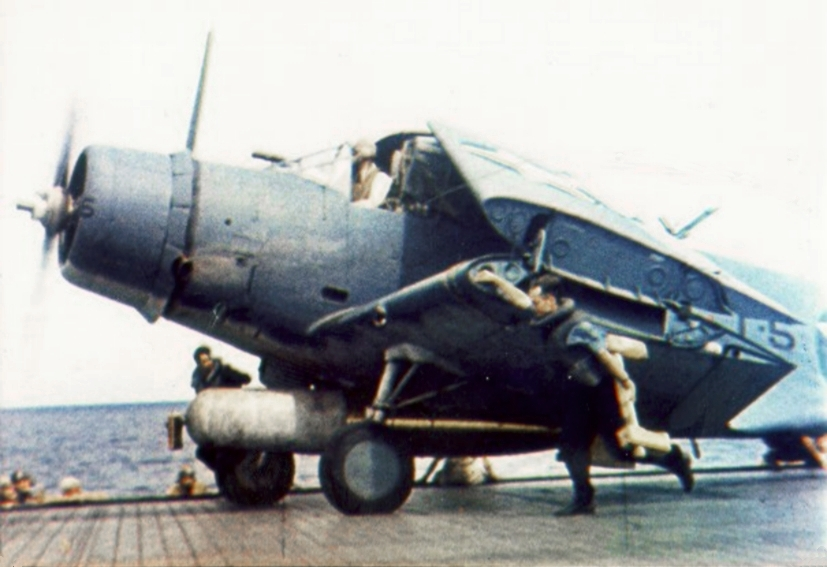
Підготовка до зльоту літака з ескадрильї VT-8. CV-8 «Горнет», 15 травня 1942.

10 березня 1942 року відбулася атака японських військ, які висадилися на Новій Гвінеї в районі Лае і Саламауа. В операції брали участь авіагрупи авіаносців «Лексінгтон» та «Йорктаун». Авіаносці не ризикнули увійти в море Бісмарка й перебували в Кораловому морі. Атаку за участі 104 літаків було здійснено через хребет Овен-Стенлі, який TBD з торпедою насилу могли подолати, тому 13 TBD зі складу досвідченішої VT-2 були озброєні торпедами, а 12 машин зі складу VT-5 йшли з двома 227-кілограмовими бомбами. У районі Лае — Саламуа перебували легкий крейсер «Тенрю», мінзаг «Цугару», кілька есмінців і транспорти, а за 25 миль (46 км) від них авіатендер «Кійокава Мару» з есмінцем. Прикриття наземними винищувачами кораблі не мали.
Перша хвиля американських літаків складалася з SBD і TBD з «Лексінгтона», які спробували провести спільну атаку. Льотчики не змогли розподілити цілі, тому кожна група атакувала самостійно. Торпедоносці домоглися лише одного влучання в транспорт «Йокогама Мару», що сів на дно гавані; інші торпеди пройшли або під днищами кораблів, або не вибухнули. TBD «Йорктауна» вибрали своєю метою «Кіокава Мару», скинувши бомби з висоти в 4300-4900 м і домоглися лише одного влучання 454-кілограмовою бомбою, що завдала пошкодження середньої важкості.

### Атлантичний океан
Зі вступом США у війну торпедні ескадрильї отримали й легкі авіаносці Атлантичного флоту — CV-4 «Рейнджер» та CV-7 «Восп». Офіційно VT-4 була утворена 17 грудня 1941, а VT-7 — 2 січня 1942 року. TBD бракувало і тому ці ескадрильї ніколи не були повністю укомплектовані TBD, а штатну кількість торпедоносців отримали тільки з початком експлуатації TBF Avenger. Авіаносці в Атлантичному океані не брали участі в активних бойових діях. TBD залучали переважно до патрулювання та полювання за підводними човнами. «Рейнджер» переважно патрулював у районі Карибського моря. До складу VT-7 увійшла велика кількість персоналу та льотчиків зі складу колишньої VT-2 з «Лексінгтону». «Восп» залучався до охорони конвоїв та виконання спеціальних завдань. Так, у березні 1942 року «Восп» на прохання британців доставив 30 «Спітфайрів» на Мальту. У цей час авіагрупа «Воспа» перебувала в британській базі Скапа-Флоу. За відсутності «Воспа» його TBD брали участь у патрулюванні навколо Оркнейських островів та шляхів виходу конвоїв у Мурманськ.

### Битва в Кораловому морі
На початку травня 1942 року японський флот та армія проводили спільну операцію з висадки десантів на острів Тулагі з архіпелагу Соломонових островів та у Порт-Морсбі на Новій Гвінеї. Для протидії їм американці направили 17-те оперативне з'єднання — авіаносці «Лексінгтон» та «Йорктаун» у супроводі крейсерів та есмінців. 2 травня три патрульні TBD намагалися потопити виявлений підводний човен I-21, але лише злегка його пошкодили. 4 травня TBD з «Йорктауна», озброєні торпедами, атакували японські кораблі біля Тулагі. У першій атаці брало участь 12 машин. Лише один із літаків не зміг скинути свою торпеду, але з усіх випущених лише одна влучила в есмінець «Кікудзукі», який був змушений викинутися на берег. Повернувшись за 90 хвилин, 11 літаків вийшли в другу атаку, але не влучили жодного разу. Загалом на 36 літако-вильотів із торпедами під час рейдів на Лае й Тулагі TBD досягли всього двох влучань.
7-8 травня 1942 року розгорнулася основна битва авіаносців у Кораловому морі. Японський план передбачав висадку військ у Порт-Морсбі. 11 транспортів ішли в супроводі легких крейсерів та есмінців. Їхнє безпосереднє прикриття здійснювалося легким авіаносцем «Сьохо» та чотирма важкими крейсерами з есмінцями. Дальнє прикриття здійснювала 5-та дивізія авіаносців у складі «Сьокаку» і «Дзуйкаку» у супроводі двох важких крейсерів. Але цей план став відомим американцям.
Вранці 7 травня обидві сторони вислали розвідувальні літаки. Допомогу в пошуку американським авіаносцям здійснювали армійські літаки США та Австралії. Японські літаки помилково розпізнали танкер «Неошо» і есмінець «Сімс», що перебували осторонь американських авіаносців, як авіаносець і його супровід, і тому японська атака була спрямована на них. Американці також помилково розшифрували повідомлення розвідника, у якому замість «виявлено два крейсери та чотири есмінці» було прочитано «виявлено два авіаносці та чотири крейсери». З американських авіаносців підняли для атаки аж 93 літаки, серед яких були 12 TBD з VT-2 та 10 TBD з VT-2. TBD несли торпеди. Авіагрупи двох авіаносців вилітали окремими хвилями. Атака мала йти на межі дальності, тому для зменшення ваги літаків із «Йорктауна» в їх екіпажах не було бомбардирів. Екіпажі літаків із «Лексінгтона» були повними й складалися з трьох людей.
Після повернення розвідувального літака було виявлено помилку прочитання повідомлення й американські літаки були перенацілені на виявлену B-17 групу авіаносця «Сьохо».

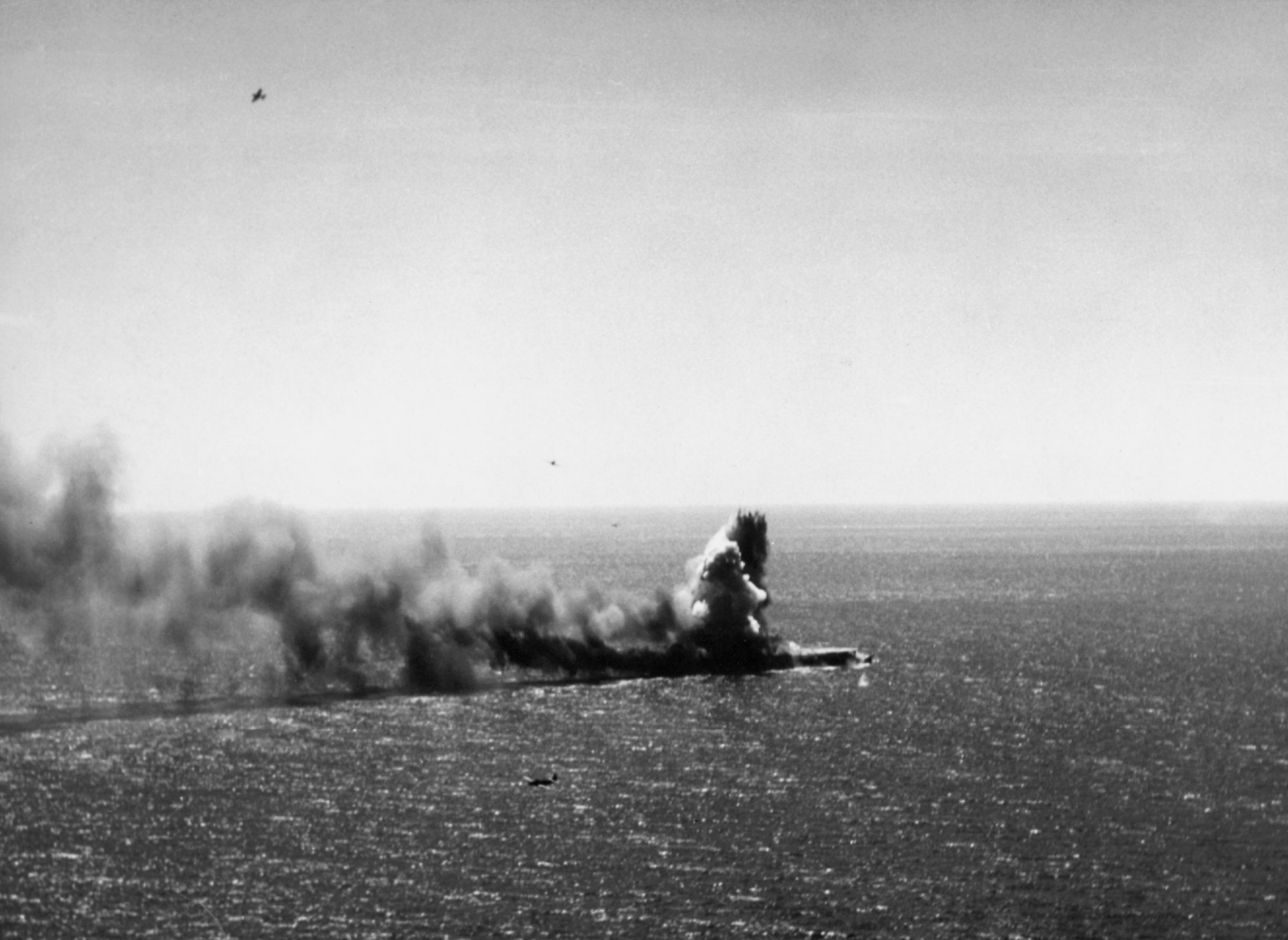
Японський авіаносець «Сьохо» під час атаки американських літаків. 7 травня 1942.

Першою на ціль вийшла авіагрупа «Лексінгтона». Цього разу американцям вперше вдалася скоординована атака. «Вайлдкети» зв'язали боєм шість японських винищувачів «Зеро», що були в повітрі. SBD дочекалися тихохідних TBD і вийшли з ними у спільну атаку. Коли торпедоносці виходили на ціль та скидали свої торпеди, «Донтлеси» також почали з пікірування заходити на «Сьохо». TBD застосували так звану тактику «молота та ковадла»: вони атакували двома дивізіонами, заходячи на «Сьохо» з носа праворуч та по лівому борту, тож як би ціль не ухилялася від торпед, одна з груп мала вразити її в борт. З дев'яти випущених торпед сім вразили ціль. Також SBD двічі влучили бомбами. «Сьохо», охоплений полум'ям, фактично втратив хід та керованість.
За 15 хвилин після закінчення атаки літаків із «Лексінгтона» розпочала свою атаку авіагрупа «Йорктауна». На відміну від авіагрупи «Лексінгтона» вона не була скоординованою. Першими атакували пікірувальники, за ними — торпедоносці. VT-5 випустила всі свої 10 торпед та заявила, що вони усі вразили нерухому ціль. Проте, за японськими даними, у «Сьохо» влучили лише дві торпеди. Охоплений полум'ям японський авіаносець покинула команда і він пішов на дно. TBD з обох авіаносців втрат не мали.
Вранці 8 травня противники практично одночасно виявили один одного і підняли в повітря літаки для атаки. Американські авіаносці знову вислали свої авіагрупи в атаку окремо. Цього разу першою йшла авіагрупа з «Йорктауна». Дев'ять торпедоносців VT-5 летіли на малій висоті, зверху їх прикривали винищувачі. SBD виявили японські авіаносці першими, але поки чекали на торпедоносці, що спізнювалися на пів години, «Дзуйкаку» зник у дощовому шквалі. TBD з «Йорктауна» вийшли в атаку на «Сьокаку», застосувавши тактику «молота та ковадла». І хоч торпеди скидали на дистанції 900—1800 м, японці заявляли про те, що торпеди були тихохідними та скидали їх занадто далеко. VT-5 заявила про щонайменше три влучання, але насправді в «Сьокаку» не влучила жодна. Пікірувальники досягли двох влучань.

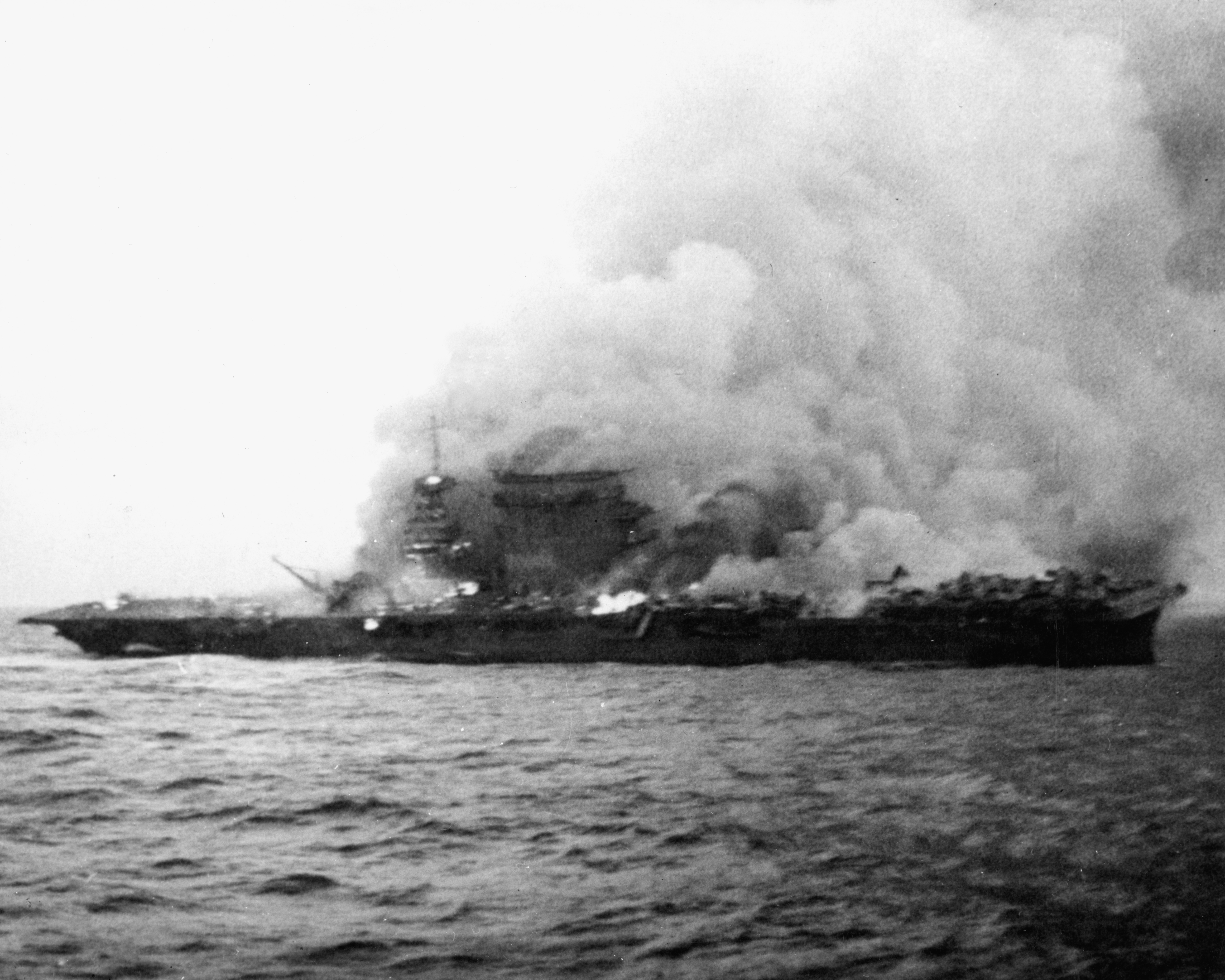
CV-2 «Лексінгтон» тоне, охоплений полум'ям. 8 травня 1942.

12 торпедоносців VT-2 йшли на ціль на висоті 1800 м. У польоті авіагрупа «Лексінгтона» зіткнулася з низкою проблем: більшість SBD загубилася в хмарах і змушена була повернутися на авіаносець, а один із TBD був змушений повернутися через технічну несправність. Коли було виявлено «Сьокаку», в атаку вийшли лише 11 торпедоносців та 4 пікірувальники під прикриттям 6 винищувачів. Попри чисельну перевагу японських винищувачів, «вайлдкетам» вдалося зв'язати їх боєм, давши бомбардувальникам можливість атакувати ціль порівняно безперешкодно. TBD спіраллю почали спускатись для атаки, за ними йшли SBD. Атака авіагрупи «Лексінгтона» була ще менш результативною — торпедних попадань також не було, а пікірувальники досягли лише одного влучання. Один із TBD з «Лексінгтона» не дотягнув до авіаносця, сівши на воду, інші ж благополучно дісталися своїх авіаносців.
Поки американські літаки атакували японські авіаносці, японські літаки атакували американські цілі й досягли двох торпедних і кількох бомбових влучань у «Лексінгтон» та одного бомбового — у «Йорктаун». Пожежі на «Лексінгтоні» погасили, крен вирівняли, і він почав приймати свої літаки, що поверталися. Проте через загоряння бензинової пари зі зруйнованих трубопроводів відбулася серія вибухів, і екіпаж був змушений залишити охоплений полум'ям авіаносець. Таким чином, VT-2 втратила всі свої 12 TBD не в бою — 2 як експлуатаційні втрати, і ще 10 пішли на дно разом із «Лексінгтоном».

### Битва за Мідвей
Наступним випробуванням для TBD стала битва за Мідвей. Японські сили вторгнення включали чотири ударні авіаносці — «Акаґі», «Каґа», «Хірю» і «Сорю» — у супроводі двох лінкорів, важких крейсерів та есмінців. Загальне командування здійснювалося адміралом Ямамото, командування авіаносцями здійснювалося віцеадміралом Наґумо. Американцям став відомий план вторгнення, і, крім близько 200 літаків, що базувалися на острові Мідвей, на японські авіаносці чекали три американські — «Ентерпрайз» і «Горнет» у складі оперативного з'єднання TF-16 під командуванням контрадмірала Спрюенса та нашвидкуруч відремонтований після Коралового моря «Йорктаун», навколо якого було сформовано оперативне з'єднання TF-17 під командуванням контрадмірала Флетчера. Загальне командування здійснював адмірал Німіц із Перл-Гарбора. Найдосвідченішою і злітаною була авіагрупа «Ентерпрайза». Група «Горнета» практично не мала бойового досвіду. Авіагрупа «Йорктауна» зазнала втрат у Кораловому морі та була поповнена машинами з «Саратоги». Замість залишеної в Перл-Гарборі VT-5 на борт була прийнята VT-3.

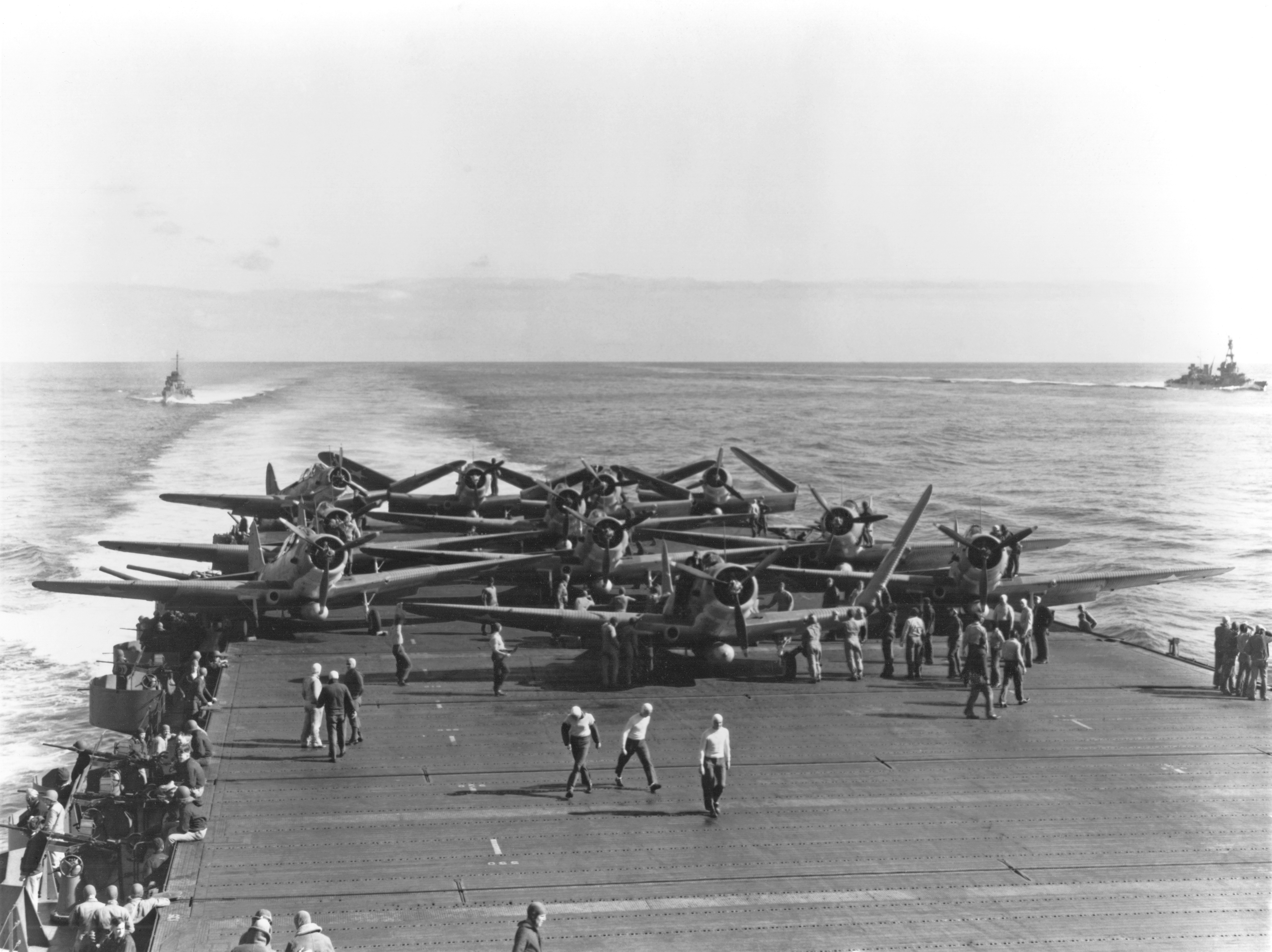
Підготовані до вильоту TBD на палубі авіаносця «Ентерпрайз». 4 червня 1942.

Рано-вранці 4 червня 1942 року японські палубні літаки атакували Мідвей. Американці до цього часу вже знали про місцезнаходження японських авіаносців. Початковий американський план передбачав підйом літаків о 9:00 і атаку на дистанції 100 миль (185 км), але Спрюенс за порадою штабу випустив у повітря ударні літаки на дві години раніше, сподіваючись застати японців у найнезручніший для них момент — під час заправки та перезарядки літаків для другої атаки. Атака мала пройти на межі 175-мильного (324 км) радіусу дії TBD. У повітря підняли 15 TBD VT-8, які вів лейтенант-командер Вальдрон, і 14 TBD VT-6 під командою лейтенант-командера Ліндсі.
Поки літаки кружляли над авіаносцями, збираючи ударну хвилю, американське з'єднання помітив японський розвідувальний гідролітак із крейсера «Тоне». Спрюенс не хотів втрачати фактор раптовості та наказав SBD з «Ентерпрайза» йти в атаку, не чекаючи торпедоносців. За ними пішли «Донтлеси» та винищувачі з «Горнета», і трохи пізніше дві ескадрильї торпедоносців під прикриттям винищувачів VF-6 з «Ентерпрайзу». Останніми вилетіли літаки з «Йорктауна», у складі яких були 12 торпедоносців VT-3 під командою лейтенант-коммандера Мессі. TBD усіх трьох авіагруп ішли з торпедами.

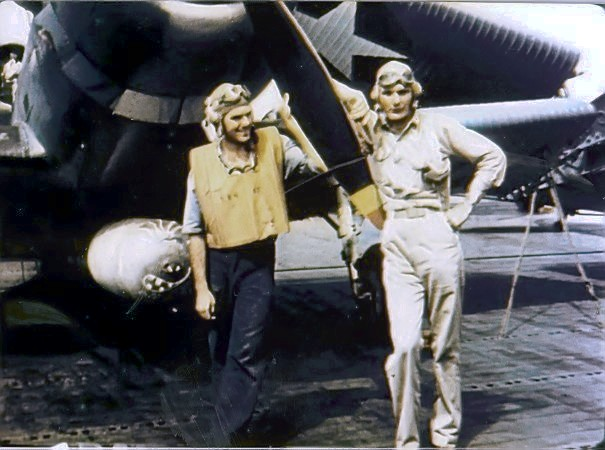
Енсин Джордж Гай (справа) перед вильотом біля свого літака. Він єдиний, хто вижив зі складу VT-8, яка вилетіла в атаку на японські кораблі під час битви за Мідвей. 4 червня 1942.

У дорозі пікірувальні бомбардувальники та винищувачі з «Горнета» не лише загубили свої торпедоносці, а й не змогли знайти супротивника, який змінив курс. Командири VT-6 і VF-6 домовилися про умовний знак, за яким винищувачі зверху мали знизитися й прикрити торпедоносці, але в хмарах винищувачі помилилися й замість своєї VT-6 почали супроводжувати VT-8 із «Горнета». VT-8 першою знайшла супротивника і, не чекаючи пікірувальних бомбардувальників, о 9:25 вийшла в атаку на «Сорю». Винищувачі залишалися на висоті, чекаючи на умовний знак, і нічим не допомагали торпедоносцям. У повітрі був японський патруль із 27 винищувачів «Зеро». Літаки VT-8 за кілька днів до того отримали на озброєння спарку 7,62-мм «Браунінгів» на турелі, але їм це мало допомогло. «Зеро» встигали кілька разів зайти в атаку на торпедоносці, що повільно летіли на бойовому курсі. До «Сорю» дістався лише один літак — T-14 енсина Джорджа Гая, але від скинутої ним торпеди авіаносець ухилився, а сам літак збили.
За 15 хвилин після VT-8 розпочала свою атаку проти «Каґа» VT-6. Ліндсі розумів, що паливо закінчується, і повів свої літаки в атаку, не чекаючи пікірувальників. На винищувачах VF-6 закінчувалося паливо, і вони відлетіли на свій авіаносець, тому торпедоносці з «Ентерпрайзу» також ішли без прикриття і стали легкою здобиччю «Зеро», яких було вже 34. Тільки шістьом літакам вдалося скинути торпеди, але жодна з них не влучила в ціль. На відході один літак був збитий, ще один не дотяг до «Ентерпрайзу». На борт авіаносця повернулися лише 4 машини.
Близько 10:00 в атаку на «Хірю» вийшла VT-3 з «Йорктауна». Скоординованої атаки знову не вийшло: торпедоносці втратили зв'язок із SBD, а ті обрали собі іншу ціль. Шість «вайлдкетів», які супроводжували торпедоносці, не змогли завадити атакам 40 «зеро», що перебували в повітрі. На підході 5 TBD були збиті винищувачами, ще два — зенітним вогнем, лише 5 змогли випустити свої торпеди. Три з них збили на відході, і на «Йорктаун» повернулися лише два.
Загибель TBD не була марною: японські винищувачі з повітряного патруля спрямували свою увагу на торпедоносці й спустилися на низьку висоту, тому коли три групи SBD вийшли в атаку на «Каґа», «Акаґі» та «Сорю», винищувачі вже не могли їм завадити. Внаслідок бомбових влучань на японських авіаносцях почалися пожежі й наприкінці дня екіпажі їх покинули. Увечері в результаті обміну авіаударами японці втратили «Хірю», а американці — «Йорктаун». У нальоті на «Хірю» TBD не брали участі. Разом із «Йорктауном» на дно пішли два вцілілі TBD. 6 червня 1942 року три TBD зі складу VT-6 брали участь в атаці на пошкоджені крейсери «Могамі» та «Мікума». Крейсери ще були в змозі вести сильний зенітний вогонь, тому TBD за заздалегідь отриманим наказом у торпедну атаку не виходили.
| Розташування TBD за станом 4 червня 1942 года | Розташування TBD за станом 4 червня 1942 года                                                     | Розташування TBD за станом 4 червня 1942 года | Розташування TBD за станом 4 червня 1942 года | Розташування TBD за станом 4 червня 1942 года                                            |
| Підрозділ                                     | Місце дислокації                                                                                  | Кількість машин на ранок 4 червня             | Кількість машин ввечері 4 червня              | Номери Бюро аеронавтики (курсивом виділено втрачені при Мідуеї)                          |
| Атлантичний флот                              | Атлантичний флот                                                                                  | Атлантичний флот                              | Атлантичний флот                              | Атлантичний флот                                                                         |
| --------------------------------------------- | ------------------------------------------------------------------------------------------------- | --------------------------------------------- | --------------------------------------------- | ---------------------------------------------------------------------------------------- |
| VT-4                                          | CV-4 «Рейнджер»                                                                                   | 7                                             | 7                                             | 0296, 0305, 0306, 0326, 0346, 0355, 0360                                                 |
|                                               | ВМАС Норфолк, Віргінія                                                                            | 3                                             | 3                                             | 0282, 0331, 0362                                                                         |
| Тихоокеанський флот                           |                                                                                                   |                                               |                                               |                                                                                          |
| VT-3                                          | CV-5 «Йорктаун»                                                                                   | 13                                            | 0                                             | 0285, 0286, 0303, 0310, 0340, 0341, 0343, 0354, 0361, 0375, 0381, 1511, 1517             |
| VT-5                                          | ВМБ Перл-Гарбор, Гаваї                                                                            | 7                                             | 7                                             | 0318, 0319,0336, 0353, 0357,0374, 0379                                                   |
|                                               | ВМБ Перл-Гарбор, Гаваї                                                                            | 2                                             | 2                                             | 0304, 0376                                                                               |
| VT-6                                          | CV-6 «Ентерпрайз»                                                                                 | 14                                            | 3                                             | 0279, 0289, 0294, 0327, 0338 0342, 0350, 0365, 0366, 0367, 0368, 0378, 1505, 1512        |
| VT-8                                          | CV-8 «Горнет»                                                                                     | 15                                            | 0                                             | 0276, 0284, 0293, 0295, 0297, 0308, 0311, 0321, 0324, 0329, 0362, 0372, 1506, 1509, 1518 |
|                                               | Тренувальний центр палубної авіації Тихоокеанського флоту (англ. Advanced Carrier Training Group) | 2                                             | 2                                             | 0307, 0347                                                                               |
|                                               | авіабаза ВМС Аламеда, Каліфорнія                                                                  | 1                                             | 1                                             | 0356                                                                                     |
|                                               | ВМБ Сан-Дієго, Каліфорнія                                                                         | 4                                             | 4                                             | 0277, 0328, 0349,0363                                                                    |
|                                               | Commander Fleet Air Pacific                                                                       | 1                                             | 1                                             | 0325                                                                                     |
| Інші командування                             |                                                                                                   |                                               |                                               |                                                                                          |
| Naval Proving Ground                          | Дальгрен, Віргінія                                                                                | 4                                             | 4                                             | 9720 (XTBD-1), 0269, 1510, 1519                                                          |
| Naval Torpedo Station                         | Ньюпорт, Род-Айленд                                                                               | 1                                             | 1                                             | 0268 (TBD-1A)                                                                            |
|                                               | Мастін-Філд, Пенсільванія (англ. Mastin Field, Pa.)                                               | 1                                             | 1                                             | 0269 (тестовий)                                                                          |
| РАЗОМ                                         |                                                                                                   | 75                                            | 36                                            |                                                                                          |

### Завершення служби
У 1939 році було замовлено розробку нового торпедоносця для флоту США, яким став TBF Avenger фірми «Грумман». Його виробництво почалося на початку 1942 року і навесні 1942 року почалося оснащення ними торпедних ескадрилій. До битви за Мідвей цього не встигли зробити, хоча шість TBF зі складу VT-8 взяли участь у битві, своїм ходом діставшись Мідвея. Після битви в частинах ВМС США (в ескадрильях авіаносців) залишилося лише три дюжини TBD. Усіх їх досить швидко замінили на TBF. При перекиданні на Тихий океан (влітку 1942 року) «Восп» також був переозброєний на TBF. У серпні 1942 року під час висадки на Гуадалканал у складі VT-3, VT-7 і VT-8 були тільки TBF.
У серпні 1942 року TBF Avenger змінили TBD й на «Рейнджері», що займався патрулюванням у Карибському морі. Усі вцілілі TBD завершували свою службу в тренувальних центрах. Корпус Крісті у Техасі використовував TBD до кінця 1942 року. У навчальному центрі в Маямі TBD служили майже до кінця 1943 року. На авіабазі Гленв'ю (англ. NAS Glenview) в Іллінойсі вони перебували до початку 1944 року. Найдовше в частинах флоту — до серпня 1944 — прослужили три TBD на базі в Дальгрені, Віргінія. Останній TBD № 0325, що був у розпорядженні Командувача Повітряними Силами Флоту на Західному узбережжі (англ. Commander Fleet Air West Coast) і спочатку належав VT-6, був офіційно списаний 30 листопада 1944 року, хоча практично його експлуатація припинилася за місяць до того.

### Підсумки експлуатації
Незважаючи на популярність TBD брав участь у небагатьох боях. Це пов'язано з невеликим обсягом випуску та виведенням з експлуатації через півроку після початку війни. Всього в 18 місіях п'ять ескадрилій TBD на Тихому океані, що закінчилися контактом з противником, здійснили 178 вильотів. Найбільше вильотів здійснили VT-5 — 68, за нею слідують VT-6 (44) і VT-2 (39). Найбільшу кількість місій здійснив № 0354 із VT-5 — шість. З першого лютого по шосте червня 1942 року в середньому кожен приписаний до тихоокеанських ескадрилій Devastator здійснили 2,2 бойових вильоту. Якщо відносити їх до всього випуску в 130 машин, то в середньому це дасть трохи більше одного вильоту на машину.
| Торпедні атаки  | Торпедні атаки | Торпедні атаки    | Торпедні атаки          | Торпедні атаки                          | Торпедні атаки   | Торпедні атаки | Торпедні атаки | Торпедні атаки | Торпедні атаки |
| дата            | ескадрилья     | авіаносець        | місія                   | ціль                                    | літако- вильотів | скидань торпед | влучань        | втрати літаків | втрати літаків |
| дата            | ескадрилья     | авіаносець        | місія                   | ціль                                    | літако- вильотів | скидань торпед | влучань        | збиті          | сіли на воду   |
| --------------- | -------------- | ----------------- | ----------------------- | --------------------------------------- | ---------------- | -------------- | -------------- | -------------- | -------------- |
| 1 лютого 1942   | VT-6           | CV-6 «Ентерпрайз» | атака атола Кваджелейн  | транспорти                              | 9                | 9              | 1              |                |                |
| 10 березня 1942 | VT-2           | CV-2 «Лексінгтон» | атака Лае та Саламуа    | транспорти (влучання у «Йокогама Мару») | 13               | 13             | 1              |                |                |
| 4 травня 1942   | VT-5           | CV-5 Йорктаун     | атака Тулагі            | сили висадки влучання у ЕМ «Кукудзукі»  | 12               | 11             | 1              |                |                |
| 4 травня 1942   | VT-5           | CV-5 «Йорктаун»   | атака Тулагі            | мінзаг                                  | 11               | 11             | 0              |                |                |
| 7 травня 1942   | VT-2           | CV-2 «Лексінгтон» | битва в Кораловому морі | АВ «Сьохо»                              | 12               | 9              | 5              |                |                |
| 7 травня 1942   | VT-5           | CV-5 «Йорктаун»   | битва в Кораловому морі | АВ «Сьохо»                              | 10               | 10             | 2              |                |                |
| 8 травня 1942   | VT-2           | CV-2 «Лексінгтон» | битва в Кораловому морі | АВ «Сьокаку»                            | 12               | 11             | 0              |                |                |
| 8 травня 1942   | VT-5           | CV-5 «Йорктаун»   | битва в Кораловому морі | АВ «Сьокаку»                            | 9                | 9              | 0              |                |                |
| 4 липня 1942    | VT-3           | CV-5 «Йорктаун»   | битва за Мідвей         | АВ «Хірю»                               | 12               | 5?             | 0              | 11             |                |
| 4 липня 1942    | VT-6           | CV-6 «Ентерпрайз» | битва за Мідвей         | АВ «Каґа»                               | 14               | 6              | 0              | 10             | 1              |
| 4 липня 1942    | VT-8           | CV-8 «Горнет»     | битва за Мідвей         | АВ «Сорю»                               | 15               | 1              | 0              | 15             |                |
| 4 липня 1942    | VT-6           | CV-6 «Ентерпрайз» | битва за Мідвей         | ТКР «Могамі» та «Мікума»                | 3                | 0              | 0              |                |                |
| ЗАГАЛОМ         | 12             |                   |                         |                                         | 132              | 95?            | 10             | 36             | 1              |

Зі 178 вильотів 132 вильоти були з торпедами. 95 із них (72 %) завершилося скиданням торпед. З них лише десять влучили в призначені цілі — 10,5 % від скинутих торпед або 7,5 % від вильотів з літаків. Загалом TBD вразили чотири кораблі та судна, з яких два затонули. Найрезультативнішою була атака «Сьохо», де VT-2 та VT-5 з авіаносців «Лексінгтон» та «Йорктан» змогли провести скоординовану атаку разом із SBD. З 22 літаків, що вилетіли, 19 змогли скинути свої торпеди (86 %), домігшись 7 влучань (36,8 %). Це показало, що, попри недоліки літаків та торпед, при вмілому застосуванні ці торпедоносці могли бути досить ефективними. Незважаючи на репутацію «труни для самогубців» у місіях до Мідвея, на відміну від SBD, жоден з TBD не був збитий супротивником.
| Бомбові атаки   | Бомбові атаки | Бомбові атаки     | Бомбові атаки          | Бомбові атаки                               | Бомбові атаки    | Бомбові атаки | Бомбові атаки  | Бомбові атаки  |
| дата            | ескадрилья    | авіаносець        | місія                  | ціль                                        | літако- вильотів | бомби         | втрати літаків | втрати літаків |
| дата            | ескадрилья    | авіаносець        | місія                  | ціль                                        | літако- вильотів | бомби         | збиті          | сіли на воду   |
| --------------- | ------------- | ----------------- | ---------------------- | ------------------------------------------- | ---------------- | ------------- | -------------- | -------------- |
| 1 лютого 1942   | VT-6          | CV 6 «Ентерпрайз» | атака атола Кваджелейн | транспорти                                  | 9                | 3х227         |                |                |
| 1 лютого 1942   | VT-5          | CV-5 «Йорктаун»   | атака атола Джалуіт    | різні                                       | 11               | ?             |                | 4              |
| 24 лютого 1942  | VT-6          | CV 6 «Ентерпрайз» | атака острова Вейк     | нефтяний термінал та гідролітаки на стоянці | 9                | 12х45 кг      |                |                |
| 10 березня 1942 | VT-5          | CV-5 «Йорктаун»   | Атака Лае та Саламуа   | транспорти                                  | 12               | 2х227         |                |                |
| ЗАГАЛОМ         | 4             |                   |                        |                                             | 41               |               | 0              | 4              |

Хоча TBD насамперед призначалися для торпедних атак вони виконали чотири місії з бомбовим озброєнням (41 виліт) і дві протичовнові (5 вильотів).
| Протичовнові атаки | Протичовнові атаки | Протичовнові атаки | Протичовнові атаки |
| дата               | ескадрилья         | авіаносець         | літако- вильотів   |
| ------------------ | ------------------ | ------------------ | ------------------ |
| 10 грудня 1941     | VT-2               | CV-2 «Лексінгтон»  | 2                  |
| 2 травня 1942      | VT-5               | CV-5 «Йорктаун»    | 3                  |
| ЗАГАЛОМ            | 2                  |                    | 5                  |

## Тактико-технічні характеристики

### Технічні характеристики
- Довжина: 10,67 м
- Висота: 4,59 м
- Розмах крила: 15,24 м
- Площа крила: 39,21 м²
- Маса порожнього: 2540 кг
- Маса спорядженого: 4213 кг
- Максимальна злітна маса: 4624 кг
- Двигун: Pratt & Whitney R-1830-64
- Потужність: 900 к. с. (671 кВт)
- Гвинт: трилопатевий «Гамільтон Стандарт» діаметром 3,12 м

### Льотні характеристики
- Максимальна швидкість: 332 км/год
- Дальність польоту:
  - з торпедою Mark 13 — 700 км
  - з 454 кг бомб — 1152 км
- Бойовий радіус: 296—320 км з торпедою
- Практична стеля: 5945 м
- Швидкопідйомність: 3,65 м/c

### Озброєння
- Кулеметне:
  - курсове — 7,62-мм кулемет Browning M1919 (пізніше 12,7-мм кулемет Browning M2)
  - захисне — 7,62-мм кулемет Browning M1919 на турелі в кабіні стрільця (на деяких 2×7,62-мм кулемети Browning M1919
- Бомбове:
максимально 680 кг бомб (3 × 227 кг) або торпеда 840 кг[87] у варіантах:
  - 1 × торпеда Mark 13[en] або
  - 1 × 454 кг бомба або
  - до 3 × 227 кг бомб або
  - до 12 × 45 кг бомб[88][18][89][15]

## Оцінка проєкту
На момент створення проєкт TBD був революційним. Літак став першим монопланом флоту США, випередивши в цій якості винищувач F2A «Буффало» і пікірувальні бомбардувальники SBD «Донтлесс» та SB2U «Віндікейтор». Застосоване на ньому крило з гідроприводом механізму складання стало потім неодмінним атрибутом практично всіх палубних літаків США. Також TBD став першим палубним суцільнометалевим літаком з шасі, що прибиралося. Проте швидкий прогрес у галузі літакобудування у 1930 — 1940-х роках зробив TBD морально застарілим вже до початку війни. Гофрована обшивка крила, колеса, які виступали в набігаючий потік у складеному положенні, напівутоплена підвіска торпеди — все це до початку 1940-х років уже важко було віднести до переваг. Основними недоліками були низька швидкість і малий бойовий радіус із торпедою. На практиці бойовий радіус 160 морських миль (306 км) льотчики вважали граничним. На європейському театрі бойових дій, в умовах фактичної відсутності протидії винищувачів, британський торпедоносець-біплан «Сордфіш» Mk.1, який мав подібні характеристики, виявив себе досить ефективно, але для тихоокеанського театру бойових дій, із його сильною ППО, таких тактико-технічних характеристик було недостатньо. Японський візаві TBD — «Накадзіма» B5N2 — мав 200-мильний (370 км) бойовий радіус і максимальну швидкість із торпедою 370 км/год на висоті 3650 м. Менше з тим, при правильному застосуванні TBD були досить ефективною зброєю. За п'ять місяців бойових дій, що передували битві за Мідвей, торпедні ескадрильї не втратили в бою жодного літака. Основними ж причинами малої ефективності та великих втрат при Мідвеї стали проблеми з торпедним озброєнням та помилки в тактиці застосування.
| Характеристики торпедоносців початкового етапу Другої світової війни | Характеристики торпедоносців початкового етапу Другої світової війни | Характеристики торпедоносців початкового етапу Другої світової війни | Характеристики торпедоносців початкового етапу Другої світової війни | Характеристики торпедоносців початкового етапу Другої світової війни |
|                                                                      | TBD-1 Devastator                                                     | TBF-1 Avenger                                                        | B5N2 «Кейт»                                                          | «Свордфіш» Mk.1                                                      |
| -------------------------------------------------------------------- | -------------------------------------------------------------------- | -------------------------------------------------------------------- | -------------------------------------------------------------------- | -------------------------------------------------------------------- |
| Рік прийняття на озброєння                                           | 1938                                                                 | 1942                                                                 | 1939                                                                 | 1936                                                                 |
| Екіпаж, людей                                                        | 3                                                                    | 3                                                                    | 3                                                                    | 3                                                                    |
| Довжина, мм                                                          | 10 668                                                               | 12 192                                                               | 10 400                                                               | 11 000                                                               |
| Розмах крила, мм                                                     | 15 240                                                               | 16 510                                                               | 15 518                                                               | 13 900                                                               |
| Нормальна злітна вага, кг                                            | 3803                                                                 | 6199                                                                 | 3800                                                                 | 2132                                                                 |
| Максимальна злітна вага, кг                                          | 4624                                                                 | 7214                                                                 | 4300                                                                 | 4196                                                                 |
| Потужність двигуна, к. с.                                            | 900                                                                  | 1700                                                                 | 1000                                                                 | 690                                                                  |
| Максимальна швидкість, км/год                                        | 332                                                                  | 436                                                                  | 378                                                                  | 224                                                                  |
| Крейсерська швидкість, км/год                                        | 206                                                                  | 233                                                                  | 259                                                                  | ?                                                                    |
| Дальність з торпедою, км                                             | 700                                                                  | 1955                                                                 | 1280                                                                 | 1010                                                                 |
| Курсовий кулемет                                                     | 1 × 7,62-мм                                                          | 1 × 7,62-мм                                                          | —                                                                    | 1 × 7,7-мм                                                           |
| Оборонне стрілецьке озброєння                                        | 1 × 7,62-мм                                                          | 1 × 12,7-мм 1 × 7,62-мм                                              | 1 × 7,7-мм                                                           | 1 × 7,7-мм                                                           |

Як показав досвід бойових дій, до війни флот США приділяв недостатню увагу відпрацюванню торпедних атак. За заявою лейтенанта Лауба з VT-6, що пережив Мідвей, за чотири довоєнні роки він жодного разу не практикувався в скиданні торпед із TBD. Основне озброєння TBD — торпеда Mark 13 — викликало купу нарікань. За результатами торпедних стрільб 1940 року із десяти скинутих торпед чотири пішли в невідомому напрямку, п'ять відхилилися від курсу і лише одна вразила ціль. Проблема низької надійності торпед не була вирішена в початковий період війни. У 1942—1943 роках торпеда Mark 13 була настільки малоефективною зброєю, що навіть новіші TBF Avenger, що прийшли на зміну TBD, на початку своєї кар'єри частіше виходили на завдання з бомбовим озброєнням.
Крім низької надійності, перші модифікації торпеди Mark 13 (mod 0 та mod 1), що застосовувалися з TBD, мали низькі тактико-технічні характеристики. Порівняно з авіаційними торпедами інших країн Mark 13 мала найбільшу дальність — 5200 м, проте водночас була й найповільнішою — 30 вузлів (56 км/год). Японські авіаносці та крейсери розвивали більшу швидкість; крім того, за заявами японців, американські торпедоносці скидали торпеди занадто далеко від цілі, тому японські кораблі легко ухилялися від цих торпед. До недоліків також належали потрібні для скидання торпеди низька швидкість літака і висота — торпедоносець мав здійснювати скидання на швидкості не вище 110 вузлів (204 км/год) із висоти близько 15 метрів. Для порівняння, англійська торпеда Mark XII мала швидкість 40 вузлів (74 км/год) і могла скидатися на швидкості 150 вузлів (278 км/год). Японська торпеда Тип 91 модель 2 також мала швидкість 40 вузлів (74 км/год) і могла скидатися на швидкості до 260 вузлів (482 км/год). Низька швидкість скидання торпед робила TBD надто вразливим для атак винищувачів та збільшувала час перебування літака в зоні зенітного вогню. Проблеми з надійністю й низькою швидкістю скидання Mark 13 було вирішено лише 1944 року, коли до роботи приєдналися вчені Каліфорнійського технологічного інституту, й було додано дерев'яні головний обтікач та додаткові стабілізатори.
| Характеристики авіаційних торпед початкового етапу Другої світової війни | Характеристики авіаційних торпед початкового етапу Другої світової війни | Характеристики авіаційних торпед початкового етапу Другої світової війни | Характеристики авіаційних торпед початкового етапу Другої світової війни | Характеристики авіаційних торпед початкового етапу Другої світової війни |
| ------------------------------------------------------------------------ | ------------------------------------------------------------------------ | ------------------------------------------------------------------------ | ------------------------------------------------------------------------ | ------------------------------------------------------------------------ |
| Характеристика                                                           | Mark 13 mod 0                                                            | Mark 13 mod 1                                                            | Mark XII                                                                 | Тип 91 Модель 2                                                          |
| Рік прийняття на озброєння                                               | 1938                                                                     | 1941                                                                     | 1937                                                                     | 1941                                                                     |
| Калібр, мм                                                               | 569                                                                      | 569                                                                      | 450                                                                      | 450                                                                      |
| Довжина, мм                                                              | 4180                                                                     | 4089                                                                     | 4953                                                                     | 5486                                                                     |
| Вага у спорядженому стані, кг                                            | 884                                                                      | 874                                                                      | 702                                                                      | 935                                                                      |
| Вага та тип БЧ                                                           | 181 кг TNT                                                               | 181 TNT                                                                  | 176 TNT                                                                  | 205 кг Тип 97                                                            |
| Тип двигуна                                                              | спиртова парогазова турбіна                                              | спиртова парогазова турбіна                                              | парогазовий поршневий                                                    | керосиновий парогазовий поршневий                                        |
| Дальність ходу / на швидкості                                            | 4100 м 30 вузлів (56 км/год)                                             | 5500 м 33,5 вузла (62 км/год)                                            | 1370 м 40 вузлів (74 км/год)                                             | 2000 м 41—43 вузли (76—80 км/год)                                        |
| Дальність ходу / на швидкості                                            | 4100 м 30 вузлів (56 км/год)                                             | 5500 м 33,5 вузла (62 км/год)                                            | 3200 м 27 вузлів (50 км/год)                                             | 2000 м 41—43 вузли (76—80 км/год)                                        |
| Максимальна швидкість (висота скидання)                                  | 200 км/год (15 м)                                                        | 200 км/год (15 м)                                                        | 277 км/год                                                               | 481 км/год                                                               |

На початку війни стало очевидним, що для ураження швидкісних захищених цілей необхідна скоординована атака усіх видів палубних літаків. Бомби мали недостатню руйнівну силу, і для гарантованого ураження цілі потрібно було використовувати торпеди. Для підвищення ефективності потрібна була одночасна масована атака торпедоносців і пікірувальних бомбардувальників. пікірувальні бомбардувальники знижували ефективність протидії корабельних зеніток. Кораблі ухилялися від торпед, прагнучи йти паралельним із ними курсом, тому торпедоносці мали підвищувати ефективність атаки за допомогою тактики «молота та ковадла», виходячи на ціль майже одночасно з двох напрямків під кутом 90° один до одного; у такому разі корабель, ухиляючись від торпед однієї групи літаків, підставляв борт під торпеди іншої групи. Атакуючі торпедоносці були легкою ціллю для ворожих винищувачів, тому їх мали прикривати свої винищувачі. На практиці таку тактику застосування літаків виявилося важко здійснити; американці успішно застосували її лише одного разу, під час атаки авіагрупою «Лексінгтона» японського авіаносця «Сьохо» в Кораловому морі.
Офіційною причиною великих втрат TBD при Мідвеї було названо погані льотно-технічні характеристики, і літак рекомендували зняти з частин першої лінії. Після Мідвея лейтенант Лауб поділився міркуваннями про основні причини розгрому торпедоносців. Висновки Лауба, упорядковані за рівнем важливості, такі:
- уміле маневрування японських кораблів, що вимагало більшого часу на вихід у точку скидання торпед;
- перехоплення торпедоносців винищувачами «Зеро», які внаслідок великої переваги у швидкості мали можливість декілька разів атакувати TBD;
- неузгодженість атак пікірувальних бомбардувальників та торпедоносців;
- відсутність взаємодії з власними винищувачами;
- сильний зенітний вогонь.

Пізніше з'ясувалося, що відсоток втрат новіших TBF Avenger був не меншим. Із шести TBF ескадрильї VT-8, які вилетіли з Мідвея й атакували японські авіаносці за годину до палубних літаків, повернувся лише один, тому справжніми причинами невдач TBD при атаці сильно захищеної цілі могли бути помилки в тактиці та недоліки торпед Mark 13. Хай там як, час перебування TBD у бойовому строю все одно вже вийшов, тому розгром торпедоносців при Мідвеї лише прискорив неминуче: застарілі TBD були витіснені з палуб авіаносців досконалішими TBF Avenger.

## Збережені екземпляри
Усі літаки що залишилися, після війни були утилізовані. Знайдено кілька затонулих машин, інтерес до підйому яких виявляють музеї та приватні колекціонери. Станом на 2023 рік жодних відомостей про їх підйом немає.
| Машина | Дата аварії    | Місце                                              | Опис |
| --- | -------------- | -------------------------------------------------- | --- |
| BuNo.0298 | 1 лютого 1942  | Тихий океан, острів Джалуїт, Маршаллові острови    | Бортовий номер 5-T-7 — машина з ескадрильї VT-5 з авіаносця CV-5 «Йорктаун», що сіла на воду через брак палива під час рейду на Маршаллові острови та острови Гілберта |
| BuNo.0353 | 2 вересня 1943 | Атлантичний океан, неподалік від узбережжя Флориди | Машина з авіабази Маямі. Врізалася у воду під час виконання тренувального польоту. Знайдена 1990 року за 32 км від узбережжя на глибині 150 метрів. Координати запропонували викупити Національному музею військово-морської авіації в Пенсаколі, але той вважав запитану ціну завищеною. Координати придбав приватний колекціонер Дуглас Чемплен, після чого почалися судові провадження з федеральною владою. Про подальшу долю машини нічого не відомо.                                                                      |
| BuNo.0377 | 4 березня 1941 | Тихий океан, Mission Beach, Каліфорнія             | Машина з ескадрильї VT-2 з авіаносця CV-2 «Лексінгтон». Літак втрачено в океані. Екіпаж врятований. Знайдений у 2011 році за 8 км від узбережжя на глибині 180 метрів. Національний музей військово-морської авіації в Пенсаколі, штат Флорида, заявив, що шукає спонсора для підйому літака |
| BuNo.1515 | 1 лютого 1942  | Тихий океан, острів Джалуїт, Маршаллові острови    | Бортовий номер 5-T-6 — машина з ескадрильї VT-5 з авіаносця CV-5 «Йорктаун», яка сіла на воду через брак палива під час рейду на Маршаллові острови та острови Гілберта |
| ??? (разом з «Лексінгтоном» затонуло десять TBD — BuNo 0271, 0275, 0290, 0291, 0300, 0320, 0339, 0345, 1514 та 1516) | 8 травня 1942  | Тихий океан, Коралове море                         | 2018 року було знайдено загиблий під час битви в Кораловому морі авіаносець «Лексінгтон». 2023 року компанія A and T Recovery, яка підняла близько 40 літаків з озера Мічіган, заявила про наміри підняти частину F4F та TBD, що затонули разом з кораблем. Декілька музеїв заявили про наміри придбати підняті літаки. Експедиція була запланована влітку 2023, компанія створила сайт для підтримки компанії зі збору коштів, але експедиція не відбулася. На січень 2025 новин про нову дату та перспективи експедиції нема. |

## У масовій культурі
Навесні 1941 року п'ята ланка VT-3 — T-13, 14 та 15 — брала участь у зніманні фільму компанії Warner Bros. «Пікірувальний бомбардувальник». Це був перший кольоровий фільм, який описував буденні дні льотчиків військово-морського флоту США. У сценах у повітрі окрім TBD брали участь винищувачі F3F та пікірувальні бомбардувальники SB2U. TBD знімали в передвоєнному забарвленні: це була остання ланка в такій схемі забарвлення, оскільки на той час торпедні ескадрильї вже змінили кольорову схему на непомітну світло-сіру.
У пригодницькій драмі американського режисера Браяна Пітера Фалька «Проти сонця», що вийшла у 2014 році, Douglas TBD Devastator зазнає аварії у відкритому океані, після якої троє пілотів 34 дні дрейфують на надувному рятувальному плоті без їжі та зброї. Фільм заснований на реальній історії екіпажу TBD BuNo 0335 з авіаносця «Ентерпрайз» під командою чиф-петті офіцера Гарольда Діксона, який сів на воду 16 січня 1942.